# Guerra do Afeganistão (2001–2021)
A Guerra do Afeganistão foi uma fase da guerra civil afegã, que opôs, inicialmente (de outubro a novembro de 2001), os Estados Unidos, com a contribuição militar da organização armada muçulmana Aliança do Norte e de outros países ocidentais da OTAN (como Reino Unido, França, Canadá e outros), ao regime Talibã. A invasão do Afeganistão, liderada pelos americanos, teve início em 7 de outubro de 2001, à revelia das Nações Unidas, que não autorizaram uma ação militar no território afegão. O objetivo declarado da invasão era encontrar Osama bin Laden e outros líderes da Al-Qaeda, destruir toda essa organização e remover do poder o regime Talibã, que dera apoio a Bin Laden. Neste ponto, a primeira etapa da guerra foi bem-sucedida para a OTAN. Contudo, vinte anos mais tarde, o conflito acabou terminando com a retomada dos fundamentalistas do Talibã ao poder, em 2021.
A invasão marcou o início da guerra contra o terrorismo, declarada pelo governo Bush, após os atentados de 11 de setembro. A Aliança do Norte — grupo armado adversário dos talibãs — forneceu a maior parte das forças terrestres, enquanto os Estados Unidos e a OTAN ofereceram, na fase inicial, o apoio tático, aéreo e logístico. Na segunda fase, após a recaptura de Cabul, as tropas ocidentais aumentaram a sua presença a nível local. Nos Estados Unidos, a guerra é também conhecida pelo nome militar de "Operação Liberdade Duradoura". Segundo a "Doutrina Bush", não havia distinção entre a Al-Qaeda e as nações que a abrigavam. O ataque inicial removeu o Talibã do poder, mas logo uma insurgência liderada pelos fundamentalistas recuperou sua força. A guerra foi menos bem-sucedida na consecução do objetivo de restringir o movimento Al-Qaeda. Desde 2006, o Afeganistão tem visto as ameaças à sua estabilidade no aumento de atividade insurgente do Talibã e nos altos níveis de produção de drogas ilegais, e um frágil governo com controle limitado fora de Cabul.
Em 1 de agosto de 2010, os Países Baixos tornaram-se o primeiro país membro da OTAN a retirar suas tropas do Afeganistão, com outras nações fazendo o mesmo a partir de 2014. Na época, os analistas não acreditavam em vitória militar num país sob os governos corruptos de Hamid Karzai e Ashraf Ghani, com uma nação dividida entre diferentes etnias, tribos e áreas de influência de senhores da guerra. Com o passar do tempo, inicialmente, viu-se um enfraquecimento da insurgência islâmica, que passou a preferir atentados à bomba a confrontos diretos com as tropas de ocupação. Em uma vitória simbólica, em 2 de maio de 2011, forças especiais dos Estados Unidos conduziram uma operação na cidade paquistanesa de Abbottabad que culminou com a morte do terrorista Osama bin Laden. Em 22 de junho de 2011, o Presidente americano Barack Obama anunciou que os Estados Unidos dariam início a uma retirada sistemática de soldados e equipamentos do país ainda em 2011. Em dezembro de 2014, as potências ocidentais da OTAN oficialmente encerraram suas missões de combate no Afeganistão, assumindo uma postura de apoio ao governo afegão para combater os rebeldes islamitas. Ainda assim, o país seguia instável internamente, com frequentes atentados à bomba e insurgência por parte dos talibãs. Em maio de 2017, cerca de 13 000 militares estrangeiros (a maioria americanos) ainda estavam estacionados no Afeganistão, sem um prazo formal para se retirarem, com a violência sectária e religiosa no país ganhando força novamente. Em 2020, após quase duas décadas de hostilidades, o governo dos Estados Unidos negociou com o Talibã um acordo de paz que permitiria a retirada americana do Afeganistão, começando no ano seguinte. Se aproveitando do vácuo de poder, militantes do Talibã iniciaram uma ofensiva em larga escala por todo o Afeganistão e em agosto de 2021, eles já estavam no comando de quase todo o país enquanto o governo central afegão, apoiado pelo Ocidente, entrou em colapso, com a capital Cabul sendo tomada.
De acordo com um estudo da Universidade Brown, até abril de 2021, cerca de 174 000 pessoas morreram na guerra no Afeganistão; entre elas, cerca de 47 245 eram civis, entre 66 000 e 69 000 eram membros das forças de segurança afegãs e pelo menos 51 000 eram insurgentes islamitas, a maioria ligados ao Talibã. No entanto, o número de mortos pode ser possivelmente maior devido a mortes não contabilizadas por "doenças, perda de acesso a alimentos, água, infraestrutura e/ou outras consequências indiretas da guerra." Em 2019, com dezoito anos de duração, a guerra em território afegão se tornou o conflito mais longo já travado pelos Estados Unidos em sua história. Em 30 de agosto de 2021, a última aeronave americana deixou o Afeganistão, encerrando assim formalmente a participação dos Estados Unidos no conflito interno afegão.

## Antecedentes

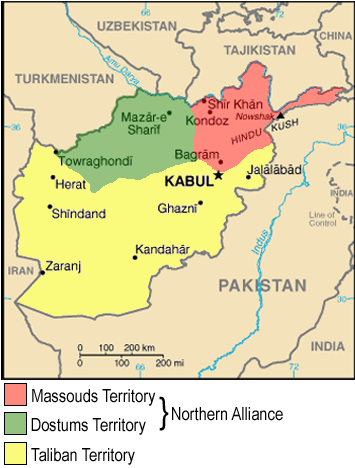
Territórios controlados pelas partes beligerantes em 1996.

Após a primeira guerra no Afeganistão que levou à retirada do Exército Vermelho em 1989 e da queda do regime comunista, em 1992, uma guerra civil entre as várias facções continuou. Em 1996, o Talibã, um movimento fundamentalista islâmico formado em 1994, conquistou a capital Cabul e, posteriormente, invadiu cerca de 90% do país.
Os guerrilheiros anti-Talibã e outros grupos de resistência tinham criado uma coligação conhecida como a Aliança do Norte, que controlava até 2001 a parte norte do país. Em 9 de Setembro de 2001, dois dias antes dos atentados nos Estados Unidos, o líder da Aliança, Ahmad Shah Massoud foi assassinado (presumivelmente por agentes da Al-Qaeda).
Embora os membros da comunidade internacional, incluindo os Estados Unidos, inicialmente viram o Talibã como uma potencial fonte de estabilidade para o país devastado pela guerra, a tolerância para hospedagem de extremistas islâmicos combinada com a sua relutância em negociar com os seus inimigos rapidamente azedou a relação. Em Maio de 1996, Osama bin Laden e outros membros da Al-Qaeda se estabeleceram no Afeganistão e têm estreitas alianças com o regime talibã no país, onde foram criados vários acampamentos para formação de terroristas. Sob o regime Talibã, a Al-Qaeda foi capaz de usar o Afeganistão como um lugar para treinar e doutrinar combatentes, armas de importação, em coordenação com outros jiadistas, e traçar ações terroristas. Após os atentados às embaixadas dos Estados Unidos na África, em 1998, o presidente Bill Clinton ordenou ataques com mísseis em campos de treinamento de militantes no Afeganistão. Os efeitos de tais represálias foram limitados.
Em 1999 e 2000, o Conselho de Segurança das Nações Unidas aprovou duas resoluções que estabeleceram sanções econômicas e de armas ao Afeganistão para incentivar os talibãs para fechar acampamentos de formação de terroristas e entregar Bin Laden para as autoridades internacionais para responder aos ataques de 1998. O Talibã rejeitou repetidamente as exigências, no entanto.

### Ataques de 11 de setembro de 2001

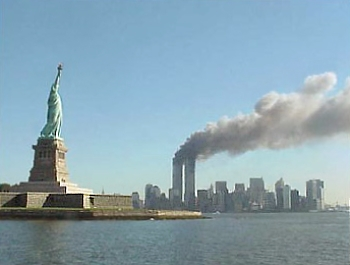
As Torres gêmeas do World Trade Center com o incêndio. O voo United Airlines 175 atingiu à Torre Sul (direita), logo após o voo American Airlines Flight 11 atingir a Torre Norte (esquerda). Os ataques de 11 de setembro deram início à Guerra do Afeganistão.

Em 11 de setembro de 2001, cerca de 3 000 pessoas foram mortas em ataques coordenados contra o World Trade Center e o Pentágono por aviões civis sequestrados. Os ataques foram rapidamente ligados a Osama bin Laden e a Al-Qaeda. Menos de uma semana após os acontecimentos de 11 de setembro, o presidente dos Estados Unidos George W. Bush, identificou Osama bin Laden como o "principal suspeito" nos ataques. Após os ataques de 11 de setembro, os investigadores logo encontraram indícios da participação de Osama bin Laden, que inicialmente negou qualquer envolvimento no caso. Mas em 2004, pouco antes das eleições presidenciais, Bin Laden, em uma mensagem de vídeo, afirmou que a Al-Qaeda esteve diretamente envolvida nos ataques. Em 21 de maio de 2006, foi encontrada uma mensagem de áudio publicada em um site (que o governo americano considera frequentemente usado pela Al-Qaeda), no qual Bin Laden admitiu que ele havia treinado pessoalmente os 19 terroristas do 11 de setembro.

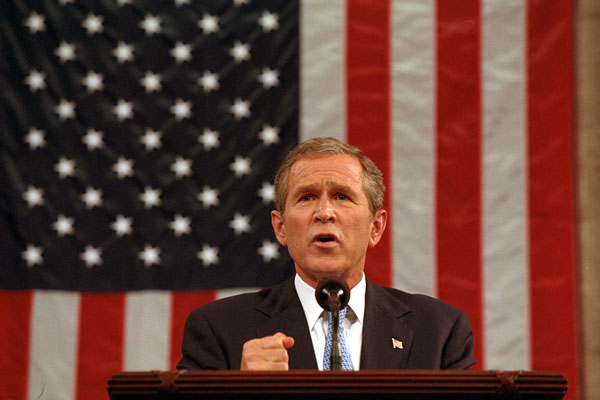
O então presidente dos Estados Unidos, George Bush, falando ao congresso americano sobre a Guerra ao Terror. No discurso, ele exigiu que as autoridades do talibã entregassem Osama bin Laden e destruíssem a infraestrutura da Al-Qaeda no seu país, ou eles "sofreriam do mesmo destino que aguardava os terroristas".

Em 21 de setembro de 2001, o presidente dos EUA, George W. Bush, fez um ultimato aos talibãs, que formulou as seguintes exigências:
- Entregar todos os líderes da Al-Qaeda no Afeganistão para os Estados Unidos;
- Libertar todos os prisioneiros de nações estrangeiras, incluindo cidadãos americanos;[68]
- Proteger jornalistas estrangeiros, diplomatas e de voluntários no Afeganistão;
- Fechar acampamentos de formação de terroristas no Afeganistão e entregar todos os terroristas às autoridades competentes;
- Garantir o livre acesso dos EUA aos acampamentos, a fim de verificar o seu encerramento.

Os talibãs não responderam diretamente a Bush, considerando que o início de um diálogo com um dirigente político não-muçulmano era um insulto ao Islã. Assim, por mediação da sua embaixada no Paquistão, afirmou a rejeitar o ultimato dado, porque não há provas ligando Bin Laden aos atentados de 11 de setembro. Eles também ressaltaram que Bin Laden era um convidado em seu país.
Em 22 de setembro, os Emirados Árabes e a Arábia Saudita decidiram não reconhecer o governo Talibã no Afeganistão. Apenas o Paquistão continuou a manter os contatos diplomáticos com o país.[carece de fontes?]
Ao que parece, em 4 de outubro, secretamente os talibãs propuseram ao Paquistão entregar Bin Laden, e pediram o julgamento de um tribunal internacional sob as leis da Xaria. Assume-se que o Paquistão rejeitou a oferta.[carece de fontes?] No meio de outubro, alguns membros moderados do regime talibã reuniram-se com o embaixador dos EUA do Paquistão para encontrar uma maneira de convencer Mulá Omar a entregar Bin Laden aos Estados Unidos. Em 7 de outubro, pouco antes da invasão, os talibãs estavam dispostos a colocar Bin Laden em um tribunal islâmico no Afeganistão. Os EUA recusaram esta oferta por julgá-la insuficiente, e os bombardeamentos de alvos no Afeganistão por forças anglo-americanas começaram no mesmo dia.
Apenas em 14 de outubro, uma semana após a eclosão da guerra, o Talibã concorda em entregar bin Laden para um país neutro para o julgamento, mas apenas com a apresentação de provas do envolvimento de Bin Laden no 11 de Setembro. Esta oferta também foi rejeitada por Bush, que declarou "Não há necessidade de discutir a inocência ou culpa. Nós sabemos que ele é culpado".
O Conselho de Segurança das Nações Unidas não tinha autorizado o uso da força contra o Afeganistão, em qualquer resolução subsequente para o 11 de Setembro. A administração Bush não declarou guerra, e rotulou tropas talibãs como partidários dos terroristas em vez de soldados, negando-lhes a proteção da Convenção de Genebra e o devido processo legal. Esta posição tem sido contestada na Suprema Corte dos Estados Unidos.

## Conflito

### Invasão e derrubada do Talibã

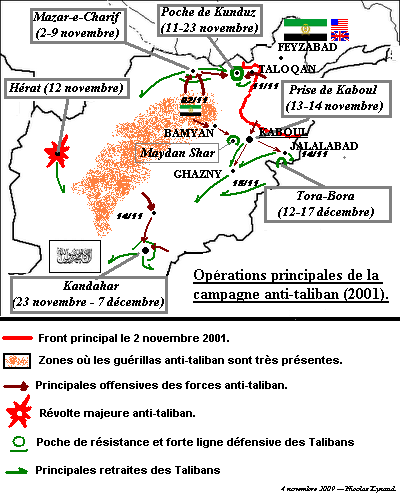
Principais operações da campanha do Afeganistão, de outubro-dezembro de 2001.

A invasão do Afeganistão pelos Estados Unidos ocorreu após os ataques de 11 de setembro no final de 2001, apoiado por aliados próximos. Os seus objetivos públicos eram desmantelar a Al-Qaeda, e negar-lhes uma base segura de operações no Afeganistão removendo o Talibã do poder. O Reino Unido foi um aliado fundamental dos Estados Unidos, oferecendo suporte para a ação militar desde o início dos preparativos para a invasão.

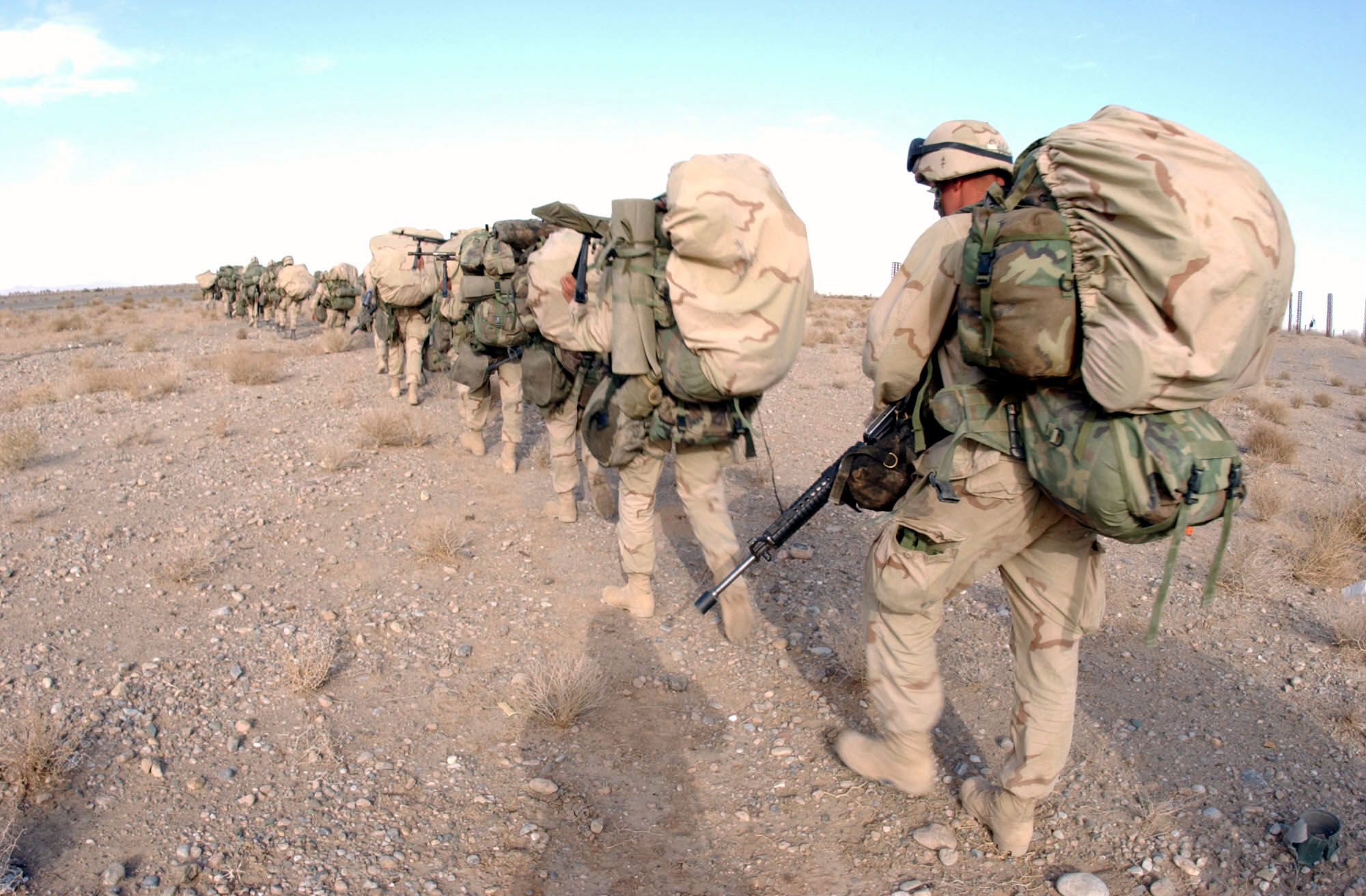
Militares americanos em patrulha no Afeganistão, em 2001

O presidente dos Estados Unidos George W. Bush exigiu que o Talibã entregasse Osama bin Laden e expulsasse a Al-Qaeda, bin Laden já estava sendo procurado pela ONU desde 1999. O Talibã se recusou a extraditá-lo, a menos que lhes fossem dados o que eles consideravam provas convincentes do seu envolvimento nos ataques de 11 de setembro e ignoraram demandas para fechar bases terroristas e entregar outros suspeitos de terrorismo além de bin Laden. O pedido foi indeferido pelos Estados Unidos como uma manobra dilatória sem sentido e lançaram a Operação Enduring Freedom em 7 de outubro de 2001 com o Reino Unido. Os dois se juntaram posteriormente a outras forças, incluindo a Aliança do Norte. Os Estados Unidos e seus aliados expulsaram o Talibã do poder e construíram bases militares perto de grandes cidades em todo o país. A maioria dos membros da Al-Qaeda e do Talibã não foram capturados, fugindo para o vizinho Paquistão ou se retirando para regiões montanhosas rurais ou remotas.
Em dezembro de 2001, o Conselho de Segurança das Nações Unidas criou a Força Internacional de Assistência à Segurança (ISAF), para supervisionar as operações militares no país e treinar a Força de Segurança Nacional Afegã. Na Conferência de Bonn, em dezembro de 2001, Hamid Karzai foi escolhido para chefiar a Autoridade Interina Afegã, que depois de uma loya jirga de 2002 em Cabul tornou-se a Administração Transitória do Afeganistão. Nas eleições populares de 2004, Karzai foi eleito presidente do país, agora nomeado República Islâmica do Afeganistão.
Em agosto de 2003, a OTAN envolveu-se como uma aliança, que assumiu o comando da Força Internacional de Assistência à Segurança. Uma parte das forças dos Estados Unidos no Afeganistão operavam sob o comando da OTAN; o restante permaneceu sob comando direto dos Estados Unidos. O líder talibã Mulá Omar reorganizou o movimento e, em 2003, lançou uma insurgência contra o governo e a ISAF.

### 2003–2005: a insurgência talibã ganha força

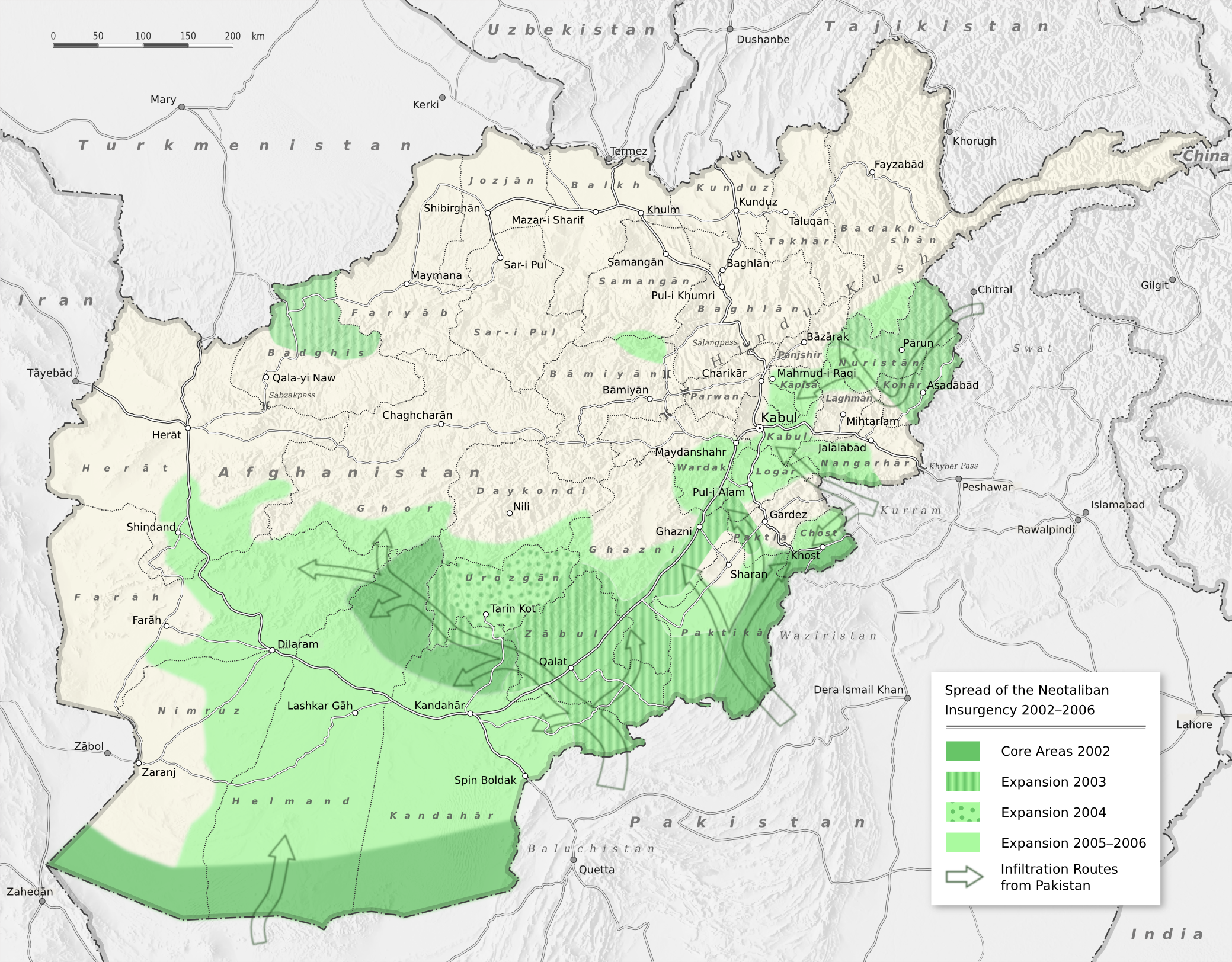
Mapa detalhando a propagação da insurgência talibã no Afeganistão, 2002-2006.

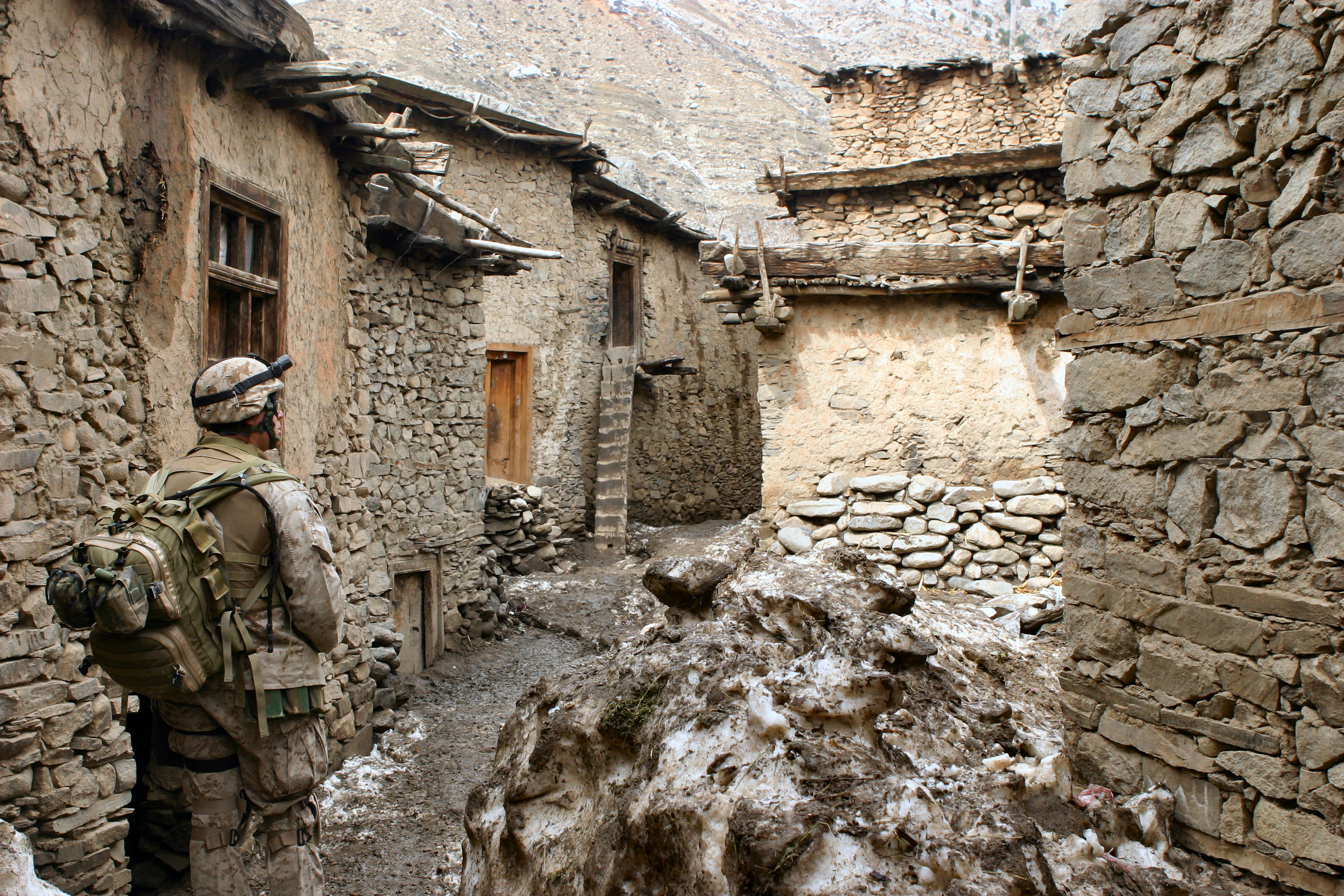
Fuzileiros navais procurando por guerrilheiros do Talibã no verão de 2005.

Após fugir das forças da coalizão ao longo de meados de 2002, os talibãs remanescentes gradualmente recuperaram a confiança e se preparavam para lançar a insurgência talibã que Omar havia prometido. Em setembro, as forças do Talibã começaram uma campanha de recrutamento para jiade nas áreas pastós no Afeganistão e no Paquistão. Panfletos distribuídos em segredo apareceram em muitos vilarejos no sudeste do Afeganistão chamando para o jiade.
Pequenos campos de treinamento móveis foram estabelecidos ao longo da fronteira para treinar recrutas em guerra de guerrilha. A maior parte foi retirada de madraças da área tribal no Paquistão. As bases, algumas com cerca de 200 combatentes, surgiram nas áreas tribais, no verão de 2003. A determinação do Paquistão para evitar a infiltração era incerta, ao passo que as operações militares paquistanesas provaram de pouca utilidade.

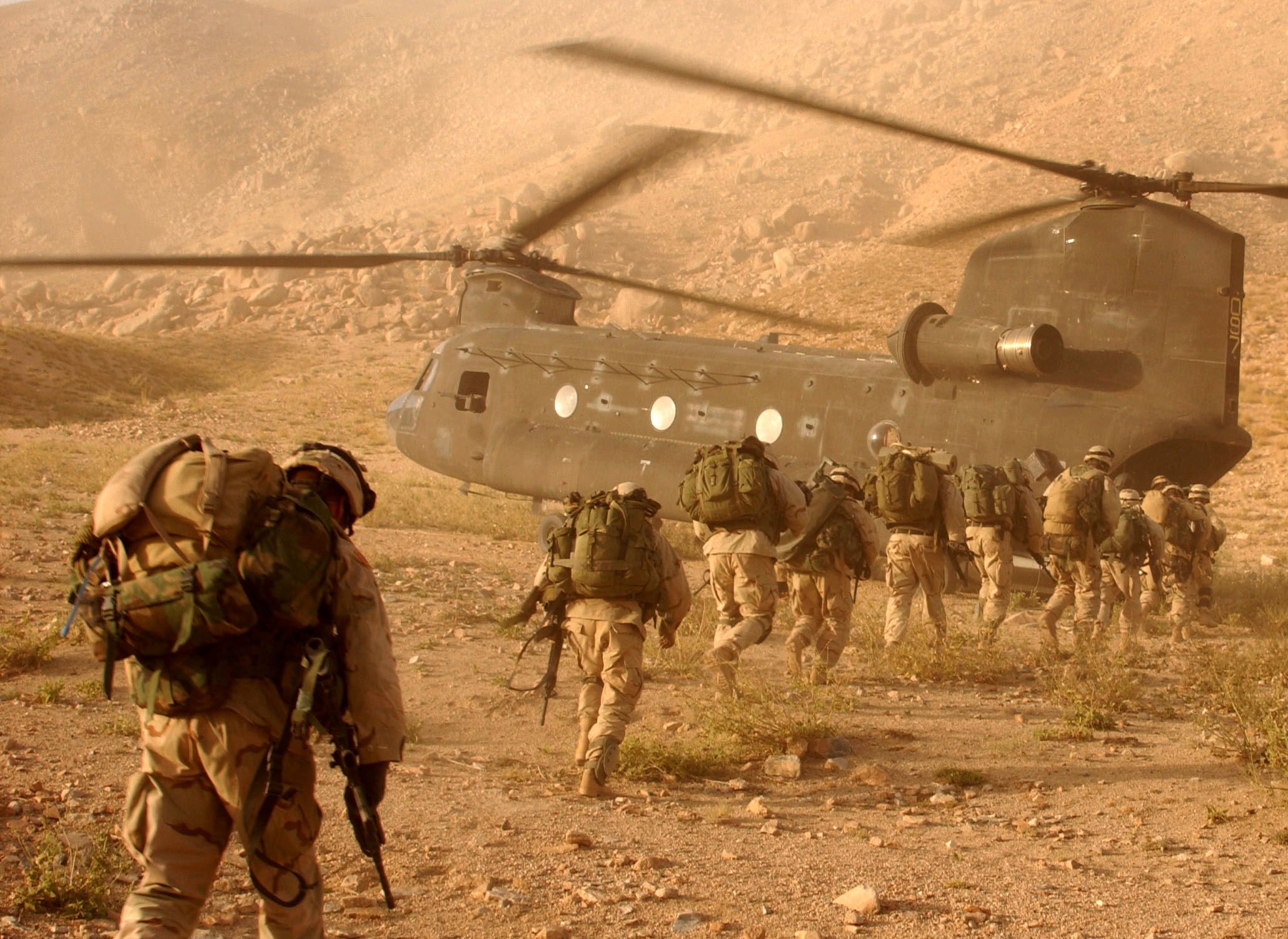
Tropas dos EUA embarcando em um helicóptero.

O Talibã se reunia em grupos de cerca de 50 para lançar ataques contra postos avançados isolados, e, em seguida, se dividia em grupos de 5-10 para evadir dos contra-ataques. As forças da coalizão eram atacadas indiretamente, por meio de ataques com foguetes em bases e artefatos explosivos improvisados.
Para coordenar a estratégia, Omar nomeou um conselho de liderança de dez homens, tendo ele mesmo como seu líder. Cinco zonas operacionais foram designadas para os comandantes talibãs, tais como Dadullah, que assumiu o comando na província de Zabul. As forças da Al-Qaeda no oriente dispunham de uma estratégia mais ousada de atacar os estadunidenses usando emboscadas elaboradas. O primeiro sinal da estratégia veio em 27 de janeiro de 2003, durante a Operação Mongoose, quando um grupo de combatentes foi atacado por forças norte-americanas no complexo de cavernas de Adi Ghar a 25 km (15 milhas) ao norte de Spin Boldak; 18 rebeldes foram relatados mortos com nenhuma baixa norte-americana. O local era suspeito de ser uma base para o abastecimento e combatentes vindos de Paquistão. Os primeiros ataques isolados por bandos relativamente grandes do Talibã contra alvos afegãos também apareceram nessa época.

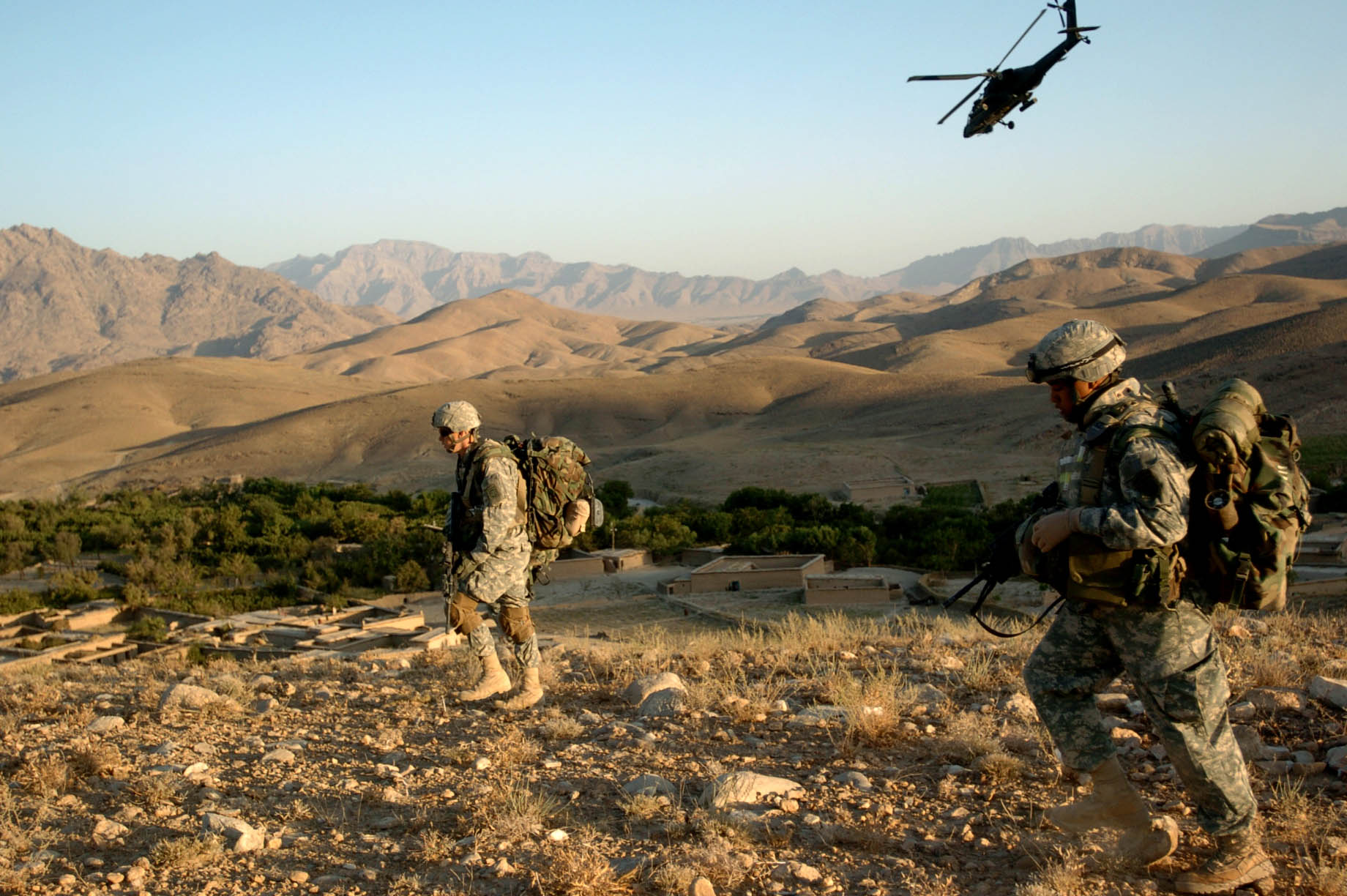
Um helicóptero Apache fornece proteção pelo ar, outubro de 2005.

À medida que o verão prosseguia, os ataques do Talibã aumentavam gradualmente em frequência. Dezenas de soldados do governo afegão, trabalhadores humanitários de ONGs, e vários soldados norte-americanos morreram em incursões, emboscadas e ataques com foguetes. Além de ataques de guerrilha, combatentes do Talibã começaram a construir forças no distrito de Dai Chopan na província de Zabul. O Talibã decidiu tomar uma posição nesse lugar e ao longo do verão, até 1.000 guerrilheiros se moveram para lá. Mais de 220 pessoas, incluindo várias dezenas de policiais afegãos, foram mortos em agosto de 2003. No final de agosto de 2005, as forças governamentais afegãs atacaram apoiados por tropas estadunidenses com apoio aéreo. Depois de uma semana de batalha, as forças do Talibã foram derrotadas com até 124 combatentes mortos.

### 2006: OTAN no sul do Afeganistão
Desde janeiro de 2006, a Força Internacional de Assistência para Segurança (ISAF) da OTAN começou a substituir as tropas dos EUA no sul Afeganistão da Operação Liberdade Duradoura. A 16a Brigada de assalto aéreo britânico (mais tarde reforçado pela Royal Marines) formou o núcleo da força sul do Afeganistão, com tropas e helicópteros da Austrália, Canadá e Holanda. A força inicial consistia em cerca de 3 300 britânicos, 2300 canadenses, 1 400 holandeses, 280 dinamarqueses,[carece de fontes?] 300 australianos e 150 estónios. O apoio aéreo foi fornecido por aviões e helicópteros de combate americanos, britânico, holandeses, noruegueses e franceses.
Em janeiro de 2006, o objetivo da OTAN no sul do Afeganistão foi de formar a Equipe de Reconstrução Provincial lideradas pelos britânicos em Helmand, enquanto os Países Baixos e o Canadá iriam orientar esses projetos, respectivamente, em Oruzgan e Candaar. Os Talibãs locais manifestaram oposição à chegada da nova força no poder prometeu resistir.
O sul do Afeganistão enfrentou, em 2006, a maior onda de violência no país desde a queda do regime talibã por forças dirigidas pelos EUA em 2001, com as recém-implantadas tropas da OTAN enfrentaram militantes rebeldes. Operações da OTAN têm sido lideradas por comandantes britânicos, canadenses e holandeses. A Operação Mountain Thrust foi lançada em 17 de maio de 2006 com a intenção de erradicar as forças talibãs. Em julho, o exército canadense lançou a Operação Medusa, em uma tentativa de deixar as áreas livres dos talibãs, de uma vez por todas, apoiada por forças americanas, britânicas, holandesas e dinamarquesas. Os combates das forças da OTAN foram intensos no segundo semestre de 2006. A OTAN tem sido bem-sucedida em conseguir vitórias táticas sobre o Talibã, mas os talibãs ainda não estão completamente derrotados e a OTAN teve de continuar operações em 2007.

### 2007: Ofensiva da Coligação

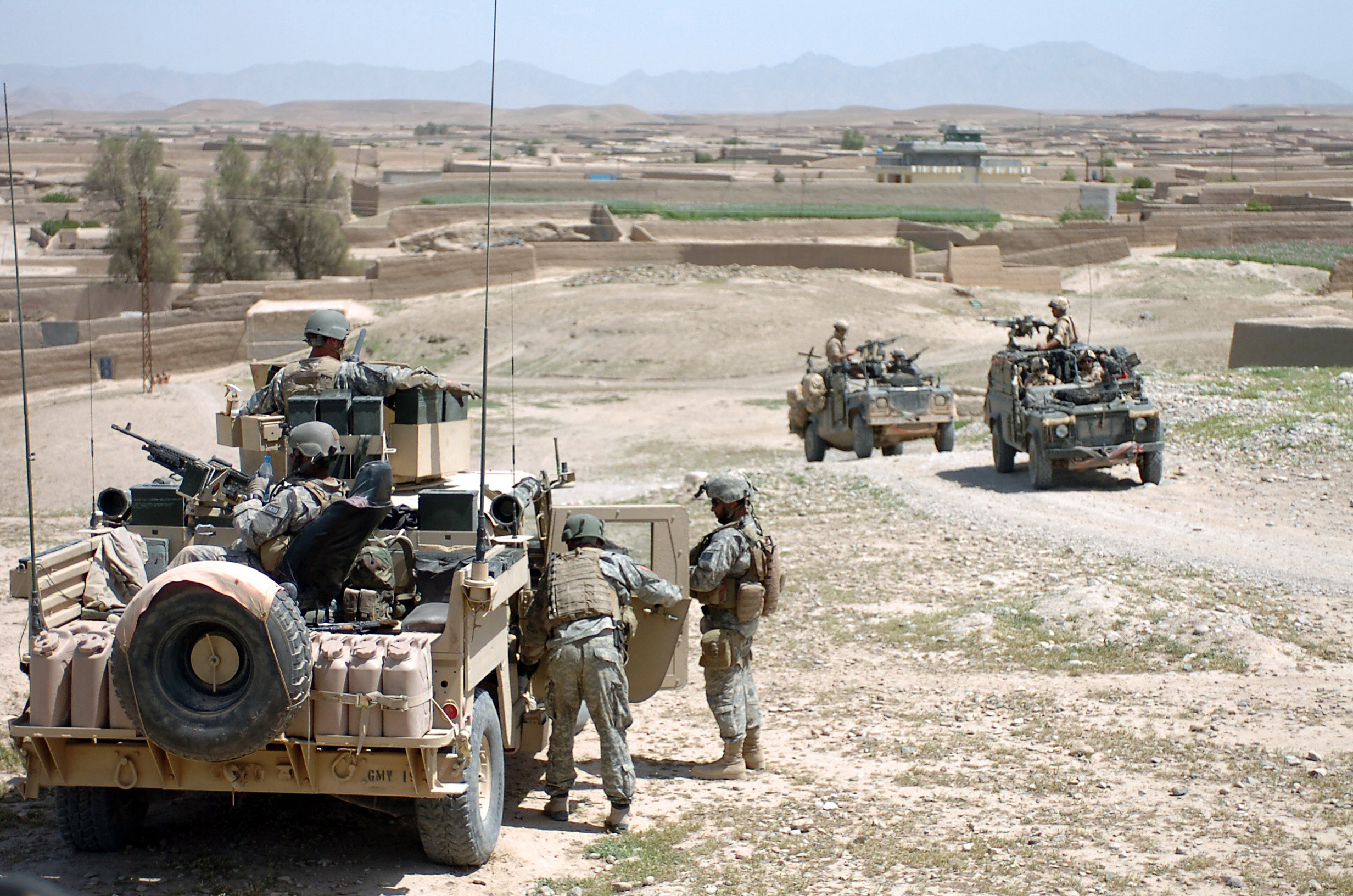
Forças Americanas e Britânicas na província Helmande em 2007.

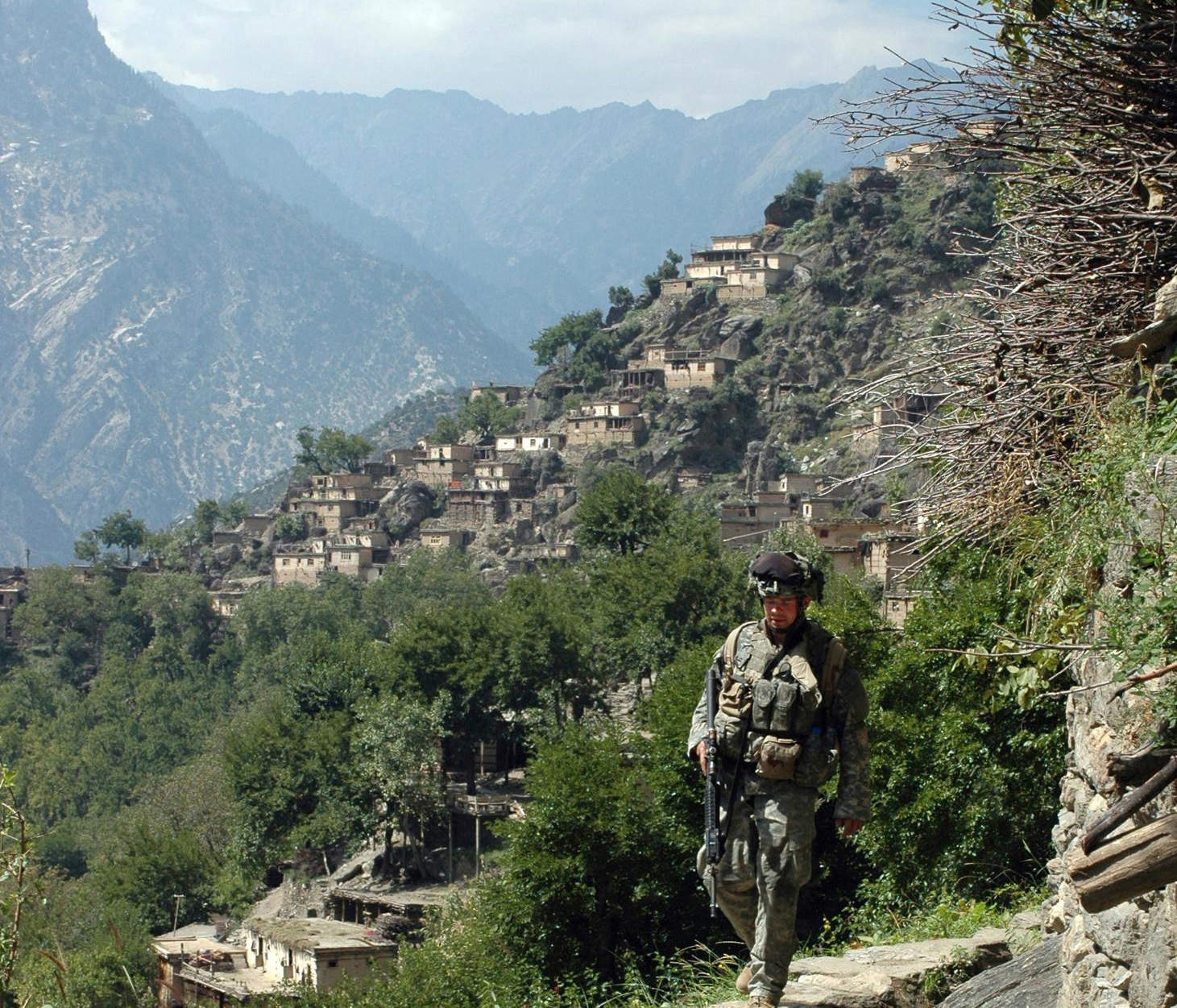
Um soldado da 10.ª Divisão de Montanha dos EUA, fazendo patrulhas em Aranas, Afeganistão.

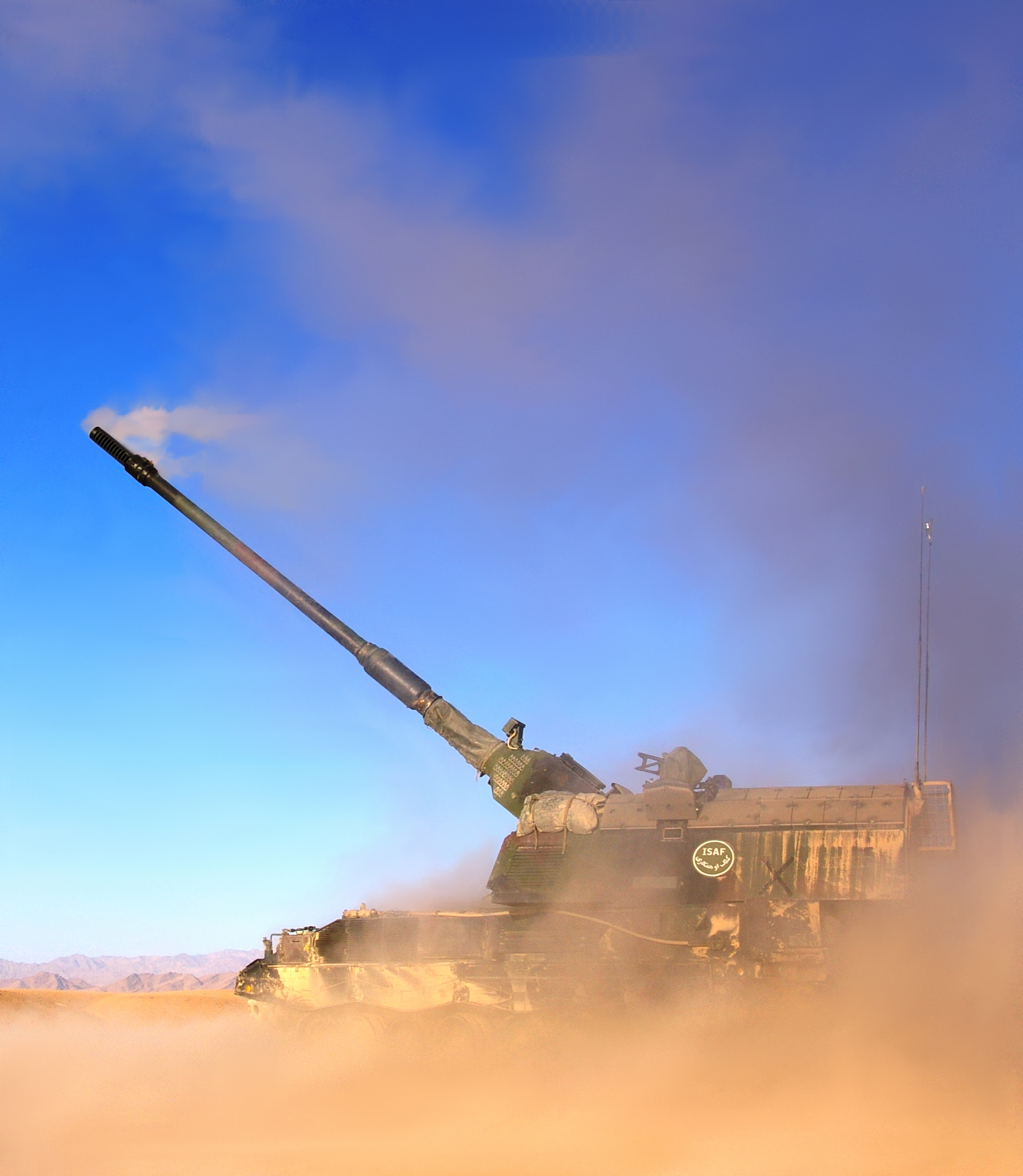
Obuseiro autopropulsado Panzerhaubitze 2000 do exército holandês atacando o Talibã em Chora, 16 de junho de 2007.

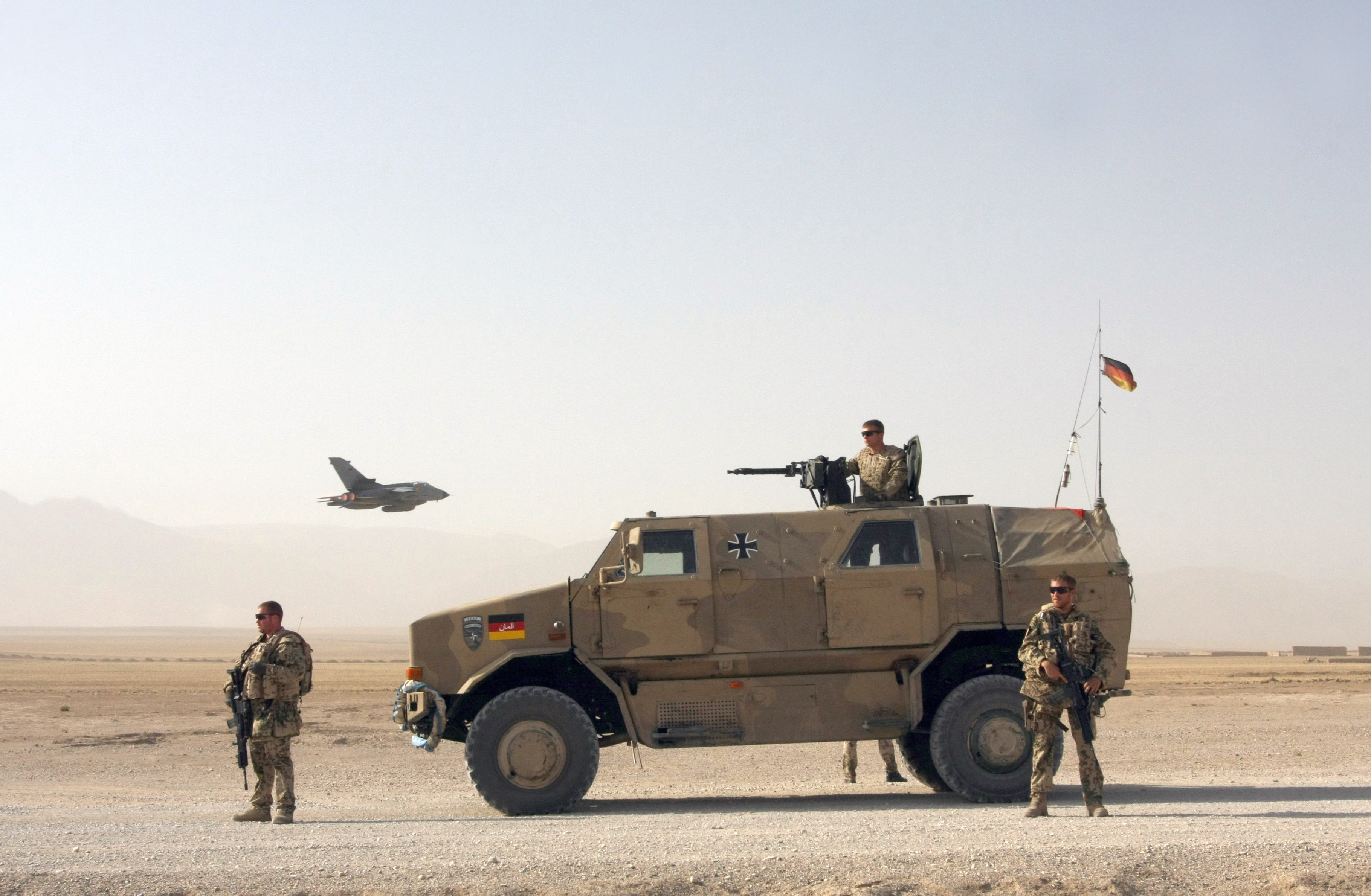
Militares alemães no Afeganistão.

Em 13 de janeiro de 2007 uma força britânica, liderada pela Royal Marines, lançou uma operação para atacar um reduto talibã no sul da província de Helmand.
Em janeiro e fevereiro de 2007, o Royal Marines britânico apresentou a Operação Vulcão para limpar posições dos insurgentes de tiros na aldeia de Barikju, a norte de Kajaki. Em março foi lançado Operação Aquiles que além de envolver soldados americanos e britânicos, incluiu os holandeses e canadenses. O alvo do ataque é remover a província de Helmande das mãos dos talibãs. Outras operações, tais como a Operação Prata e Operação Silício, foram conduzidos para manter a pressão sobre os talibãs.
Em 4 de março de 2007, pelo menos 12 civis foram mortos e 33 ficaram feridos pelos ataques dos Marines dos EUA no distrito de Shinwar Nangrahar, província do Afeganistão. Os americanos reagiram a uma emboscada a bomba. O evento tornou-se conhecido como o Massacre Shinwar. Os 120 membros da unidade da Marine responsáveis pelo ataque foram convocados a sair do país porque o incidente danificou a unidade de relações com a população local afegã.
Em 13 de Maio, as forças da ISAF anunciaram a morte do mulá Dadullah, um dos mais importantes comandantes talibãs, durante um confronto entre os talibãs e tropas afegãs e da coligação.
A Operação Aquiles, que terminou em 30 de maio de 2007 e foi imediatamente seguida pela Operação Lastay kulang naquela noite. Durante o verão, as forças da OTAN alcançaram vitórias táticas sobre o Talibã na Batalha de Chora na província de Orūzgān, onde forças ISAF holandesas e australianas estão mobilizadas.
Em dezembro de 2007, o Talibã deixou a cidade de Musa Qala, nas mãos dos aliados após alguns dias de sítio, que também provocam vítimas civis até então era a maior cidade controlada pelos talibãs.

### 2008-2009: Expansão da guerrilha

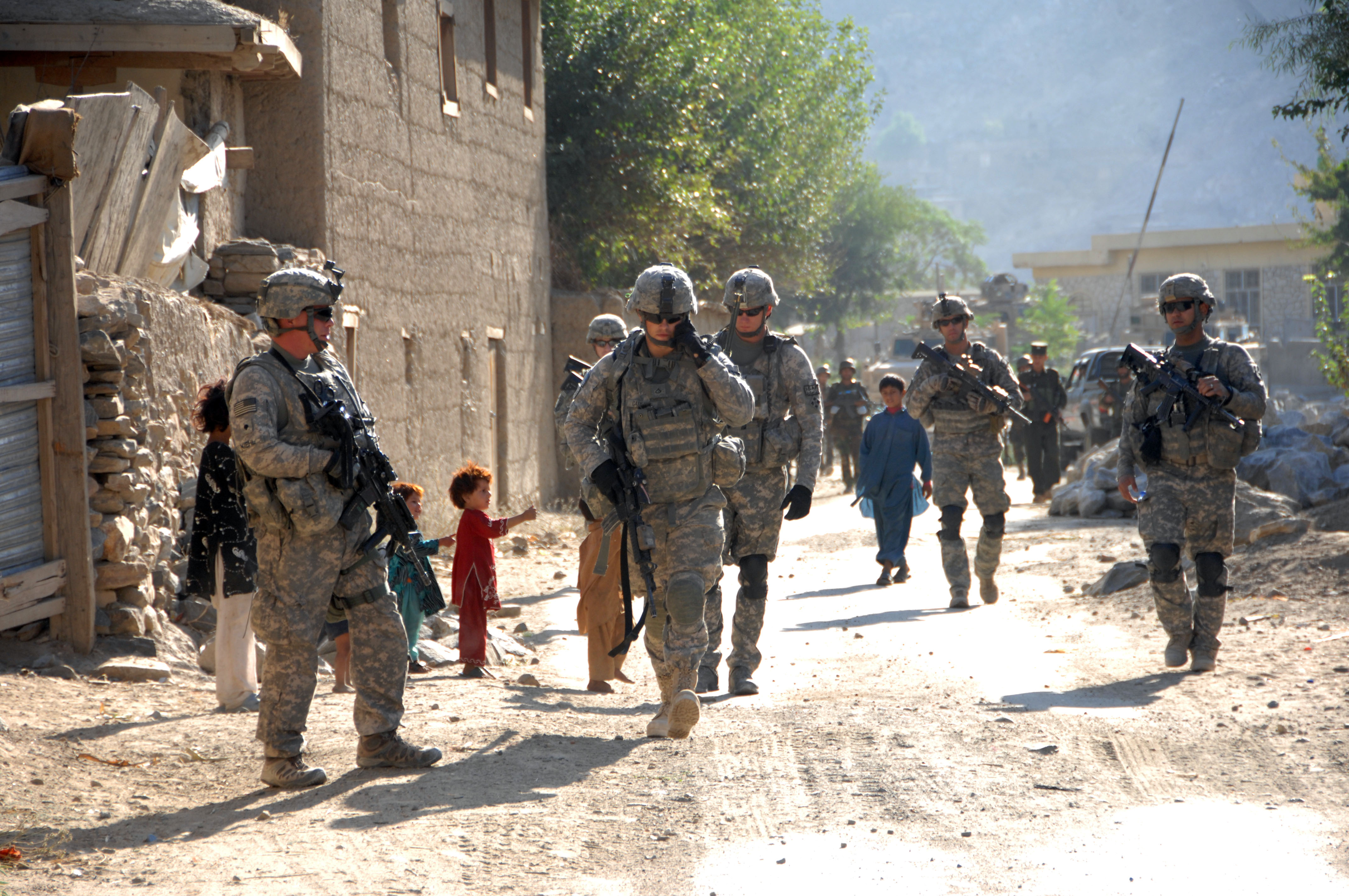
Soldados americanos em patrulha em Kunar.

Em agosto de 2008, a situação piora para a OTAN, já que suas baixas aumentam sendo que junho, julho e agosto houve mais mortes que no Iraque, somando estes 3 meses são quase 120 mortos comparando isso com os 190 que morreram nos primeiros 3 anos o conflito é um claro sinal do ressurgimento da guerra. No dia 19, dez soldados franceses foram mortos em uma emboscada talibã perto de Cabul.
Até outubro de 2008, o país continua em um clima de guerra constante, e segundo o Financial Times existe descontentamento crescente com o governo de Hamid Karzai. Segundo o jornal, a instabilidade poderia se espalhar para o norte, onde os líderes da Aliança do Norte, excluídos e pressionados por Karzai, estariam rearmando-se.
O ano de 2009 foi ainda mais violento desde a invasão em 2001. A insurgência Talibã intensificou os ataques em todo o território, causando grande número de mortes de civis e forças afegãs e estrangeiras. A onda de violência no país exigiu uma revisão da estratégia da OTAN no Afeganistão incluindo o envio de mais tropas dos países membros, bem como promover e melhorar a formação das forças de segurança afegãs.
Em maio de 2009, a Casa Branca declarou que não impediria os bombardeios ao país, recusando o pedido do presidente afegão, Hamid Karzai, depois que dois vilarejos foram bombardeados, matando mais de uma centena de civis.
Especialmente sangrento foi em outubro de 2009, que foi registrado o maior número de ataques de insurgentes durante a invasão. No dia 4, oito soldados norte-americanos foram mortos em um ataque talibã no leste do país. No dia 17, um suicida se explodiu em frente à embaixada indiana em Cabul, matando 17 pessoas. Em 28, o comando talibã ataca a casa de hospedes da ONU em Cabul, matando 13 pessoas, incluindo seis funcionários da ONU.
No início de novembro de 2009, o líder da oposição, Abdullah Abdullah anunciou sua renúncia apresentada ao segundo turno das eleições, a realizar no dia 8, o que significava a reeleição automática do presidente Hamid Karzai.
Em 1 de dezembro de 2009, o governo dos EUA pediu a OTAN o envio de 10 000 tropas adicionadas a mais 30 000 em que o país se compromete a implantar, em 2010. O Reino Unido se comprometeu em enviar mais 500 militares, enquanto outros países da coalizão estão estudando a proposta.

### 2010: Ofensiva Anglo-Americana e conversas de paz

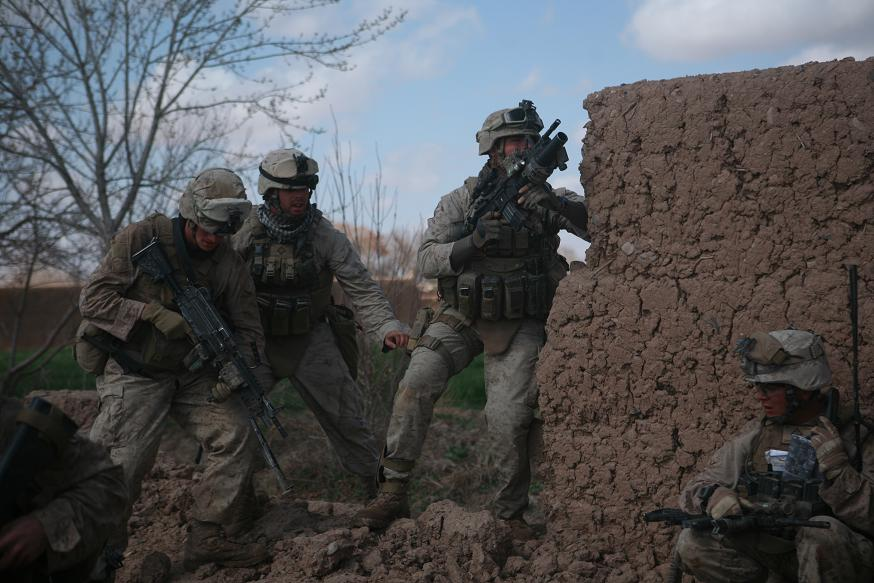
Fuzileiros americanos em Marja, em fevereiro de 2010.

Em janeiro de 2010, oficiais americanos disseram reservadamente que os paquistaneses estavam relutantes em ir atrás dos talibãs afegãos e contra os Haqqani porque eles os viam como possíveis aliados contra os interesses da Índia no Afeganistão pós-ocupação americana. Contudo, nas aparições públicas, autoridades americanas elogiavam os militares paquistaneses e seu comprometimento com a luta contra os insurgentes na fronteira. O presidente afegão Hamid Karzai também iniciou conversas de paz com os grupos Haqqanis em março de 2010. O Presidente paquistanês Asif Ali Zardari disse que o Paquistão perdeu mais de 35 bilhões de dólares em oito anos de lutas. De acordo com o governo afegão, cerca de 900 talibãs em operações conduzidas em 2010. Junto com o crescimento da insurgência, também houve um aumento significativo das baixas entre tropas da coalizão, em especial dos americanos.
Em outubro de 2008, o Secretário de Defesa Gates anunciou que um acordo político com o Talibã seria a única forma de por fim ao conflito. "Tem de haver finalmente — e eu vou enfatizar esse 'finalmente' — reconciliação como parte o acerto político para a paz," ele falou.
As conversas de paz começaram de fato em 2010. Em janeiro, comandantes Talibãs se encontraram secretamente com enviados especiais das Nações Unidas.

#### Ofensiva em Marja

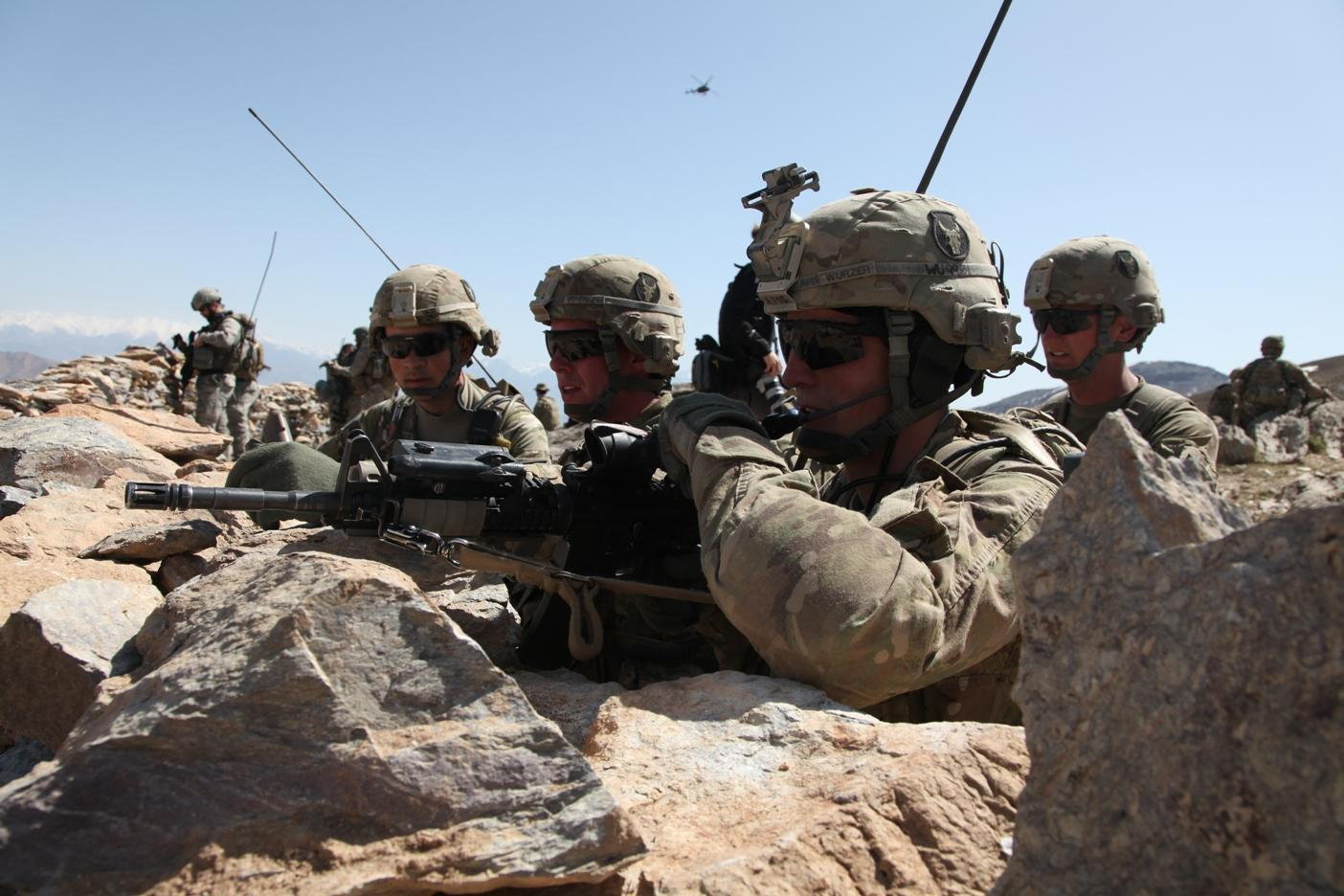
Forças americanas em uma posição defensiva na província de Cabul.

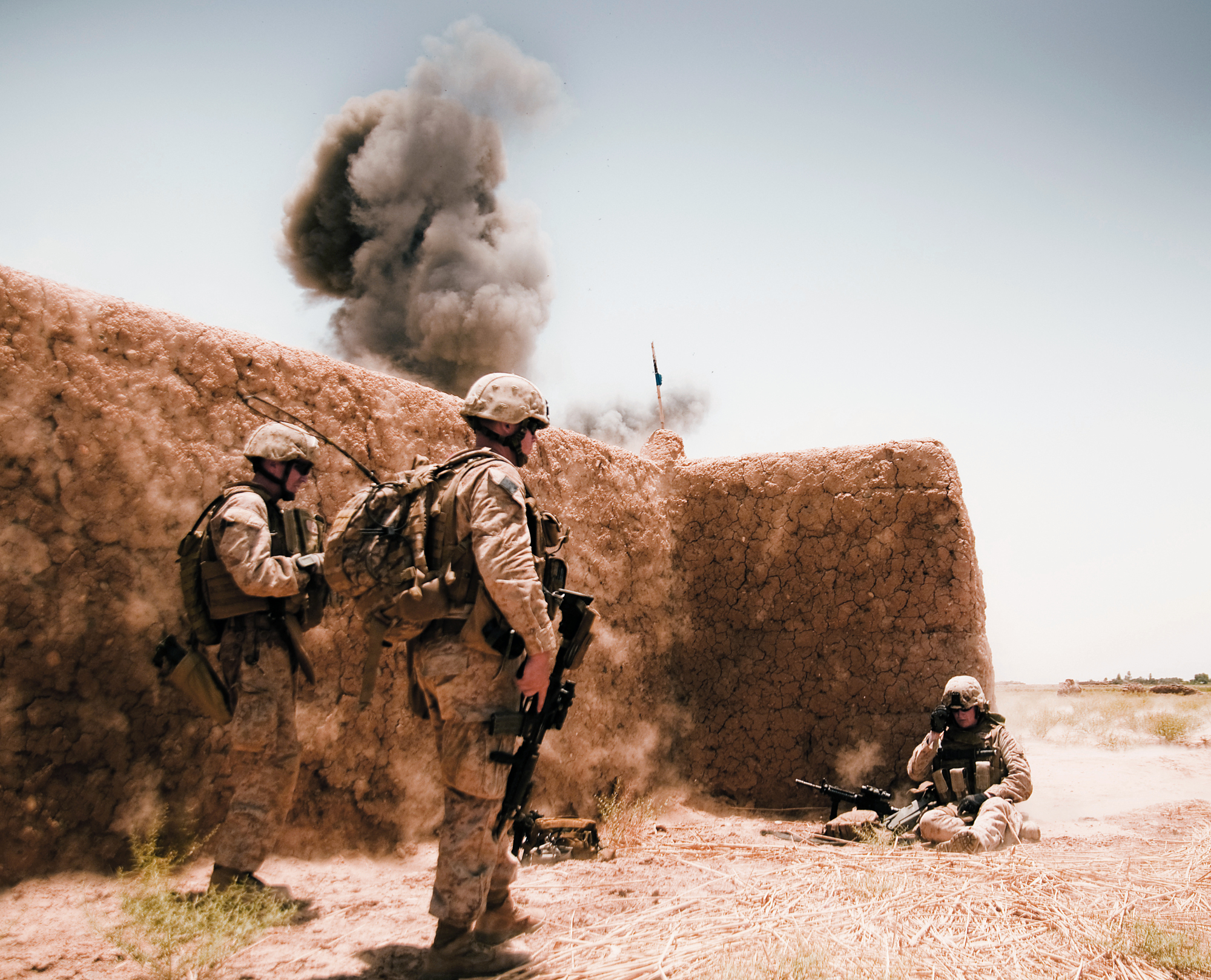
Marines americanos em combate, 2010.

Em fevereiro, forças da Coalizão e do Afeganistão iniciaram uma pesada ofensiva, codinome Operação Moshtarak, para destruir as fortalezas talibãs em Marja. As operações começaram em 13 de fevereiro e, de acordo com oficiais americanos e afegãos, foi a primeira vez que uma ofensiva foi liderada por tropas do Afeganistão. Os ataques contaram com o apoio de 15 000 soldados americanos, britânicos e afegãos. Era a maior ofensiva conjunta no país desde a invasão de 2001. As tropas lutaram em uma área de menos de 260 km², com uma população de 80 000 pessoas.
Ainda em 2010, os Estados Unidos começaram a enviar mais soldados ao Afeganistão como parte dos planos do Presidente Barack Obama de aumentar a segurança naquele país. Cerca de 9 000 soldados dos 30 000 planejados para o fim de março foram enviados e mais 18 000 chegaram em junho, entre elas a 101ª Divisão Aerotransportada. O Pentágono disse que o número de soldados americanos no país já superava os que estavam no Iraque em 2003.

#### Tensões entre Paquistão e Estados Unidos
Tensões entre o Paquistão e os Estados Unidos começaram em setembro quando vários soldados paquistaneses foram mortos ou feridos na fronteira. Os militares foram mortos por aviões americanos que perseguiam insurgentes talibãs na região da fronteira, mas sem motivo aparente abriram fogo contra postos de controle paquistaneses. Em retaliação ao ataque, o Paquistão fechou a passagem de Torkham para comboios de suprimento da OTAN por tempo indeterminado. Esse incidente foi seguido por imagens e vídeos de soldados paquistaneses hostilizando e matando civis inocentes. Com o fechamento da passagem de Torkham, talibãs baseados no Paquistão atacaram comboios da OTAN, matando vários funcionários da organização e destruindo pelo menos 100 veículos.

#### Ataques contra líderes Talibãs
Em maio de 2010, forças especiais da OTAN iniciaram uma série de ataques e operações para capturar ou matar líderes talibãs. Em março de 2011, de acordo com os militares americanos, as operações mataram ou capturaram mais de 900 soldados e comandantes de baixo nível do talibã. A eficiência da operação foi dada como incerta.

### 2011: Redução da presença militar dos EUA e da OTAN

#### A morte de Osama bin Laden
Em 1 de maio de 2011, autoridades americanas anunciaram que o líder da Al-Qaeda, Osama bin Laden, havia sido morto por tropas americanas em uma operação conduzida pela CIA e pelos Navy SEALs, sob ordens do Presidente Barack Obama, no Paquistão. Multidões se reuniram em frente a Casa Branca em Washington, DC, gritando "USA, USA" depois que a notícia se espalhou e o Presidente Obama falou ao povo em rede nacional de televisão e descreveu a operação ressaltando a morte do líder terrorista.

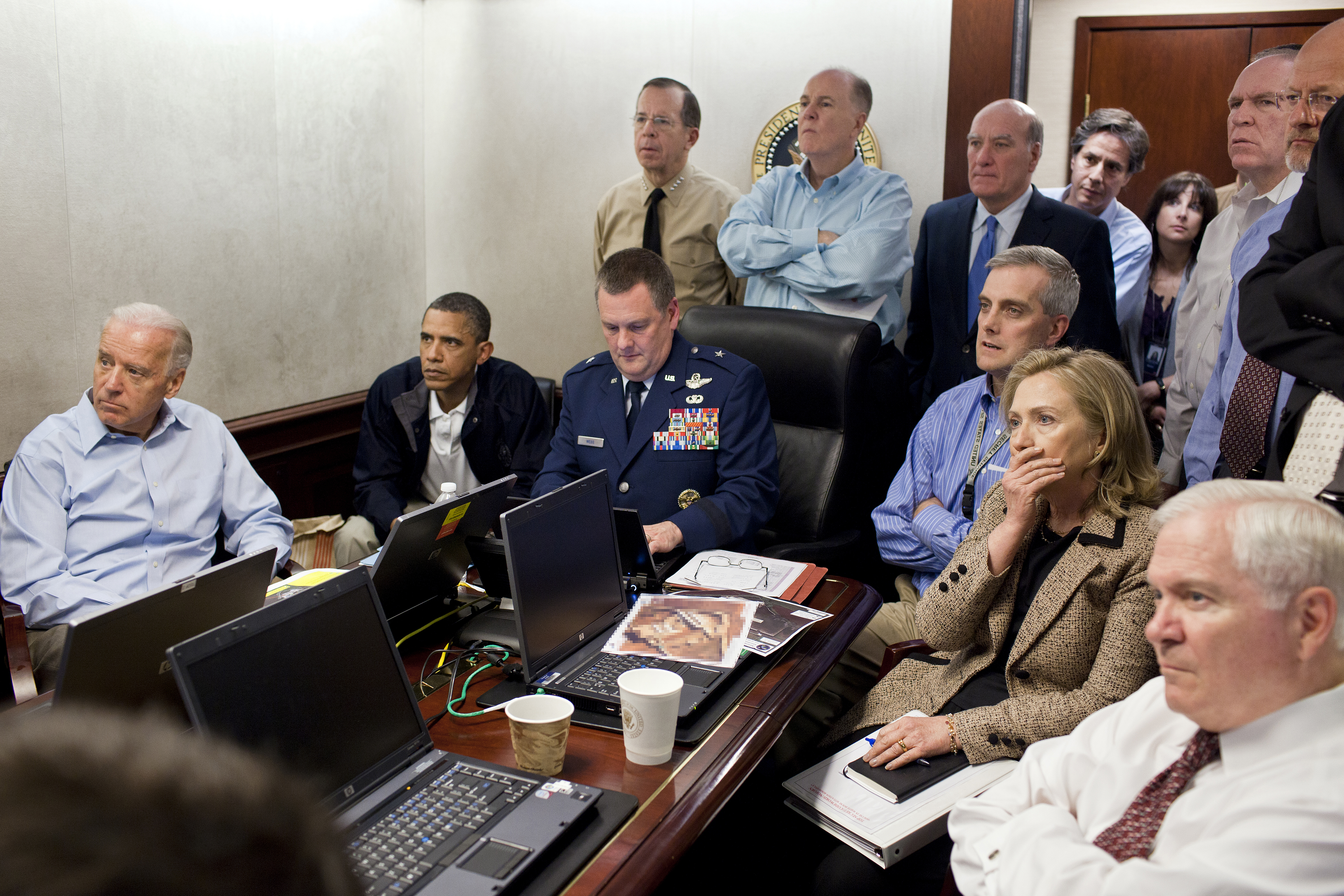
Obama com sua equipe durante a operação que resultou na morte de bin Laden.

#### Batalha de Candaar
A Batalha de Candaar foi parte de uma ofensiva nomeada em homenagem a antiga "Batalha de Bad'r (ano 624)". Os confrontos se seguiram logo após um anúncio oficial feito em 30 de abril de 2011, depois que o Talibã lançou sua ofensiva de primavera com ataques simultâneos por todo o país.
Em 7 de maio de 2011, o Talibã lançou um pesado ataque contra prédios do governo em Candaar. Às 12h30, hora local, os Talibãs atacaram os prédios centrais da cidade. Os insurgentes haviam falado que seu principal objetivo era tomar o controle da cidade de Candaar. Ao menos oito locais foram atacados: o complexo do governador, o escritório do prefeito, o quartel-general da NDS, três estações da polícia e duas escolas.

A batalha prosseguiu por mais um dia, até 8 de maio de 2011. O repórter da BBC, Bilal Sarwary, disse:
"Este foi o pior ataque sobre Candaar desde a queda da cidade em 2001 e da expulsão dos Talibãs de seu controle e foi realmente vergonhoso para o governo afegão."

#### Retiradas antecipadas
Em 6 de junho de 2011, autoridades da Casa Branca afirmaram que o Presidente Obama tomaria uma decisão a respeito de uma retirada geral do país "em breve". O plano seria começar a retirar as tropas e equipamentos ainda em junho e completar tudo até 2014. Em 7 de junho, o chefe do Comite do Senado para as Forças Armadas Carl Levin ressaltou que "pelo menos 15 000 homens seriam retirados ainda este ano". Em 22 de junho, Barack Obama falou à nação ao vivo da Casa Branca e anunciou oficialmente que 10 000 soldados seriam retirados até o fim de 2011 e outros 23 000 também deixariam o país no verão de 2012.

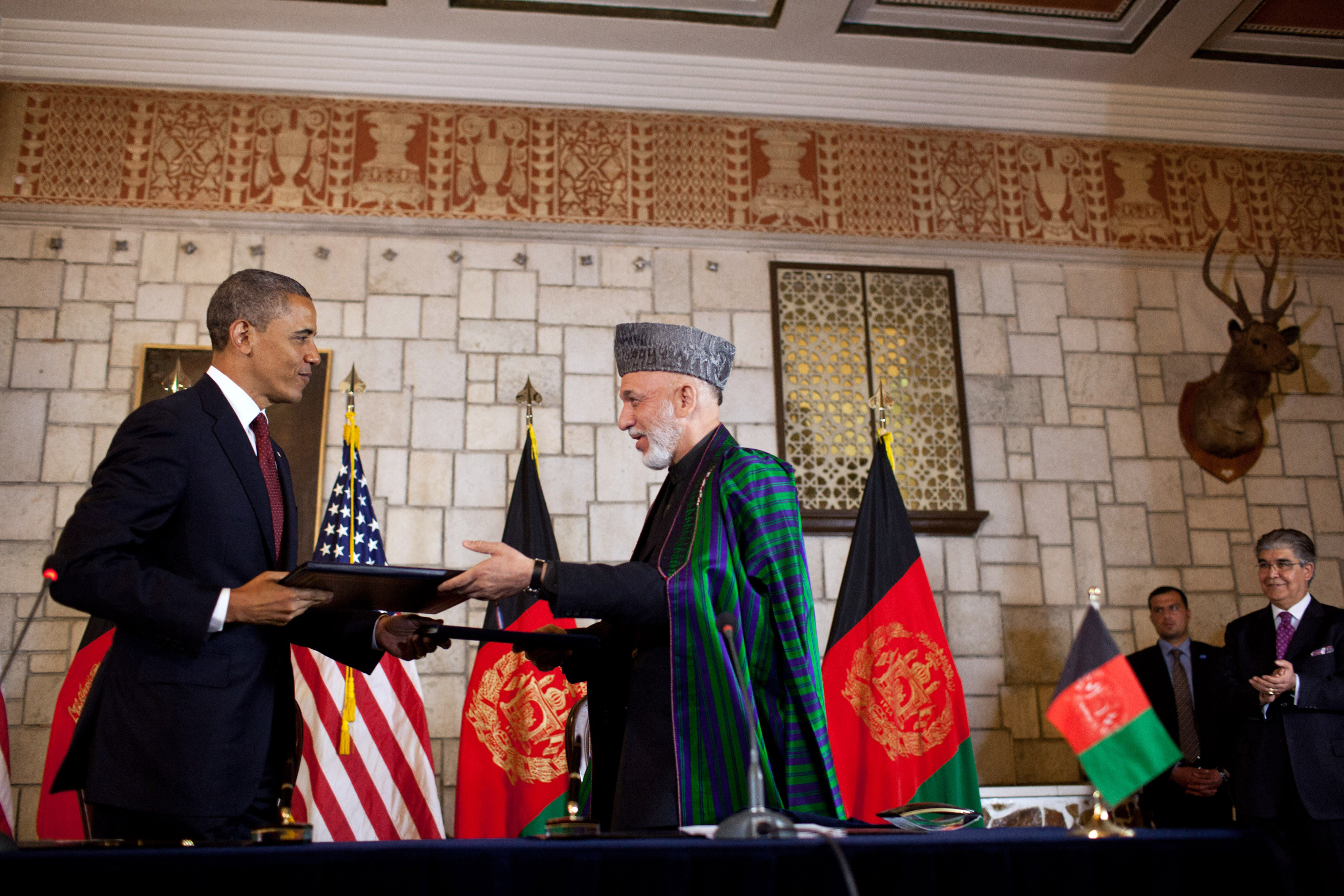
Barack Obama, presidente dos Estados Unidos, e Hamid Karzai, presidente da República Islâmica do Afeganistão, após assinarem novos acordos de parceria entre os dois países, em maio de 2012.

Após o anúncio, vários países da aliança transatlântica também declararam suas intenções de deixar o país. Em 1 de agosto de 2010, os Países Baixos tornaram-se de fato o primeiro país membro da OTAN a retirar suas tropas do Afeganistão. O próximo país a se retirar foi o Canadá, em 2011. Mais do que a falta que os dois mil soldados à ISAF, a retirada teve um impacto simbólico. Os Países Baixos "quebraram a solidariedade entre os membros da OTAN", destacou Hans de Vreij, influente repórter da Rádio Nederland. Nenhum dos aliados europeus se mostrou disposto a preencher a lacuna deixada pelos neerlandeses. Ao contrário, a maioria estudou também uma retirada antecipada, o que deixa os governos da França e da Alemanha, países onde a guerra nunca foi popular, sob pressão. Os Estados Unidos planejaram sua retirada do território afegão em 2011 e a iniciaram em 2014, mas "numa primeira fase a retirada será limitada", informou Robert Gates, secretário da Defesa dos Estados Unidos. A Polônia anunciou que se retiraria em 2012 e o Reino Unido, em 2014 ou 2015, antes das próximas eleições britânicas. Na conferência de doadores em Cabul, em julho, ficou estabelecido a retirada para o final de 2014 a polícia e o Exército Afegão assumiu o controle de todas as províncias do país.

#### 2012: Acordos estratégicos
Em 2012 os ataques feitos por insurgentes continuaram no mesmo nível que em 2011, totalizando 28 000 atentados e outras ações feitas pelo talibã naquele ano.

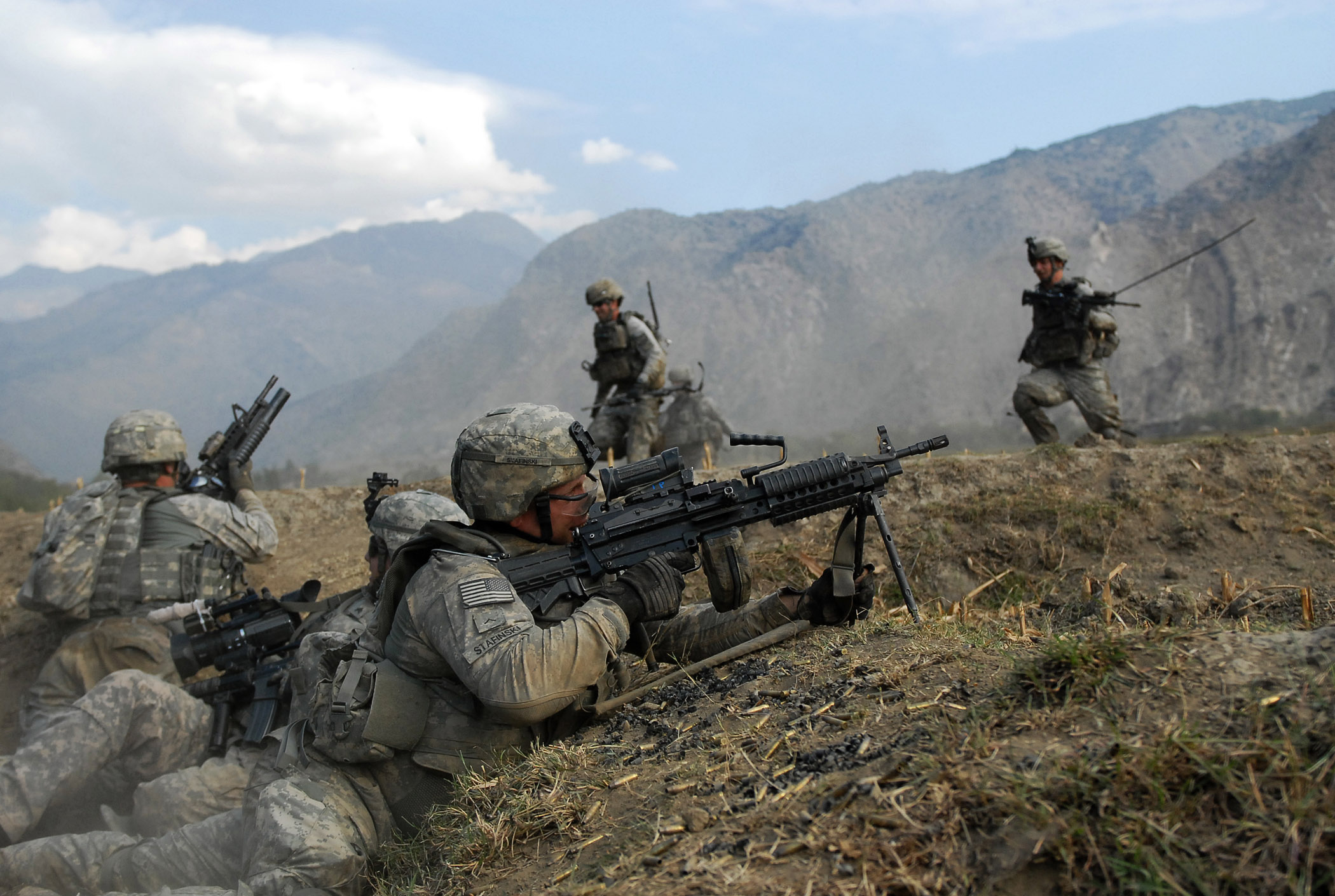
Soldados americanos enfrentando insurgentes islâmicos em Kunar.

##### Reformulação da Frente Unida (Aliança do Norte)
Ao fim de 2011, a Frente Nacional do Afeganistão (FNA) foi criada por Ahmad Zia Massoud, Abdul Rashid Dostum e Haji Mohammad Mohaqiq, que foi descrito como uma reformulação da ala militar da Frente Unida (Aliança do Norte) para se opor a um retorno do talibã ao poder. Enquanto isso, enquanto isso a ala política do movimento formou a Coalizão Nacional do Afeganistão, liderada por Abdullah Abdullah, se tornando o principal movimento de oposição no parlamento afegão. Já Amrullah Saleh, ex chefe da inteligência, criou um novo movimento ("Tendência Verde Afegã) que chegou a mobilizar 10 000 manifestantes anti-talibã em Cabul, em maio de 2011.
Em janeiro de 2012, a Frente Nacional do Afeganistão ficou preocupada com a possibilidade de um acordo secreto entre os Estados Unidos, o Paquistão e o Talibã durante uma reunião em Berlim. Depois do encontro com um representante do congresso americano, um representante da Frente Nacional Afegã afirmou que a única forma de se chegar a um acordo seria se todas as partes concordassem com os termos, afirmando que um entendimento sem envolver os guerrilheiros anti-talibã seria ignorar os sacrifícios feitos por estes.

##### Acordo de parceria

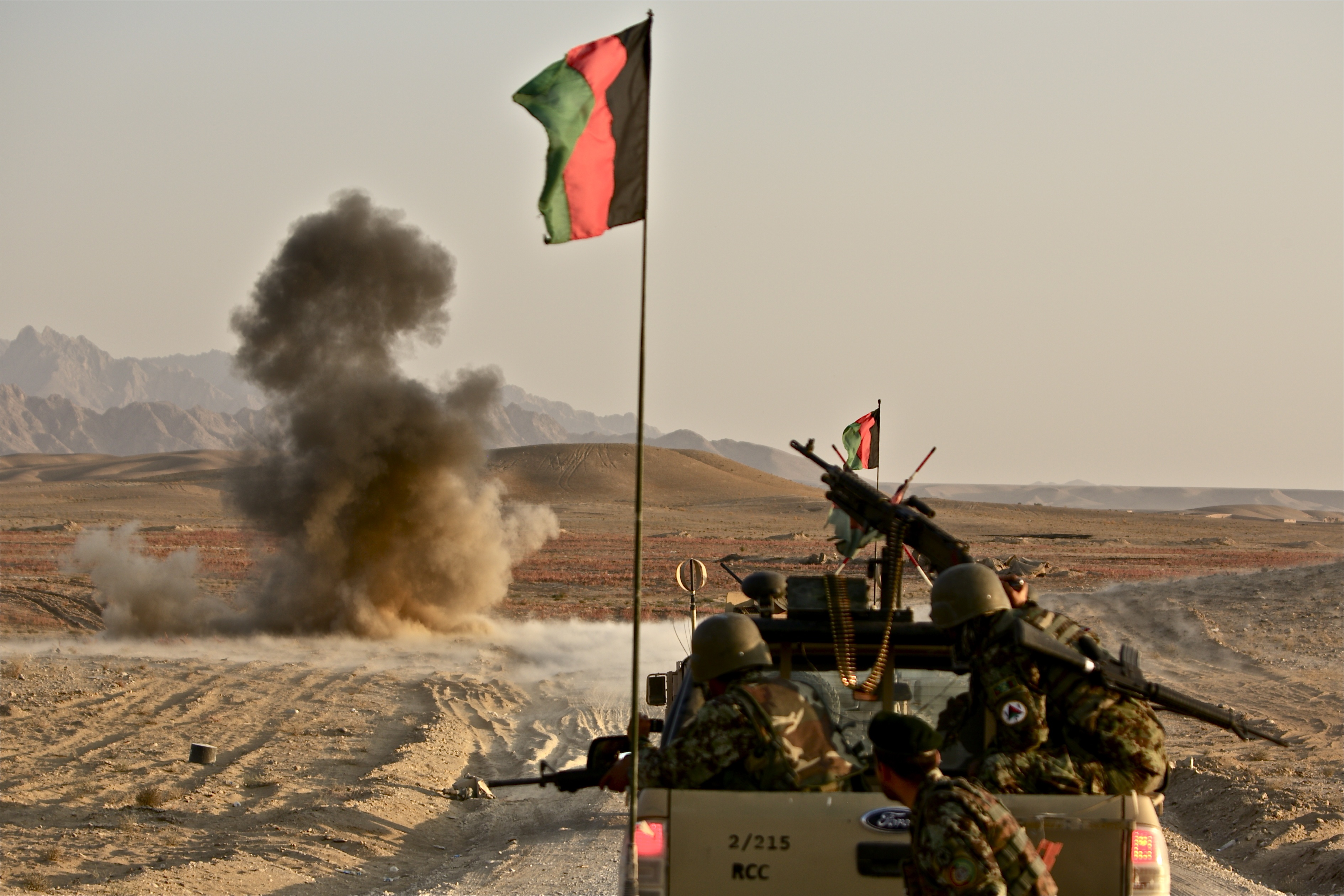
Soldados afegãos em combate na província de Helmande.

Em 2 de maio de 2012, os presidentes Karzai e Obama assinaram um acordo estratégico entre os países O acordo de parceria entre os Estados Unidos e o governo do Afeganistão, providenciava um plano de estratégia para a relação entre essas nações após a retirada das forças americanas do país. O acordo entrou em vigor em 4 de julho. No dia 7, como parte do acordo, os Estados Unidos designaram o Afeganistão como um "aliado extra-OTAN", após uma reunião entre Karzai e a secretária de Estado Hillary Clinton em Cabul. Em novembro, os dois países começaram as negociações para um acordo bilateral de segurança, que envolveria uma data para retirada dos soldados americanos do território afegão.[carece de fontes?]

##### Encontro da OTAN em Chicago: Plano de retirada das tropas e presença em longo prazo
Em 21 de maio de 2012, os líderes dos países membros da OTAN endossaram um acordo de retirada das suas tropas do Afeganistão. As forças da ISAF iriam transferir o comando das missões de combate aos militares afegãos em meados de 2013, mudando sua função de combatente para conselheiro, auxiliando no treinamento e assistindo as forças de segurança afegã. A maioria dos 130 000 soldados estrangeiros no Afeganistão já estariam de volta aos seus respectivos países em dezembro de 2014. Um pequeno contingente militar da OTAN ficaria para atrás e teria a missão de dar suporte ao governo afegão.

### 2013: Retirada das tropas americanas

#### Encontro entre Karzai e Obama

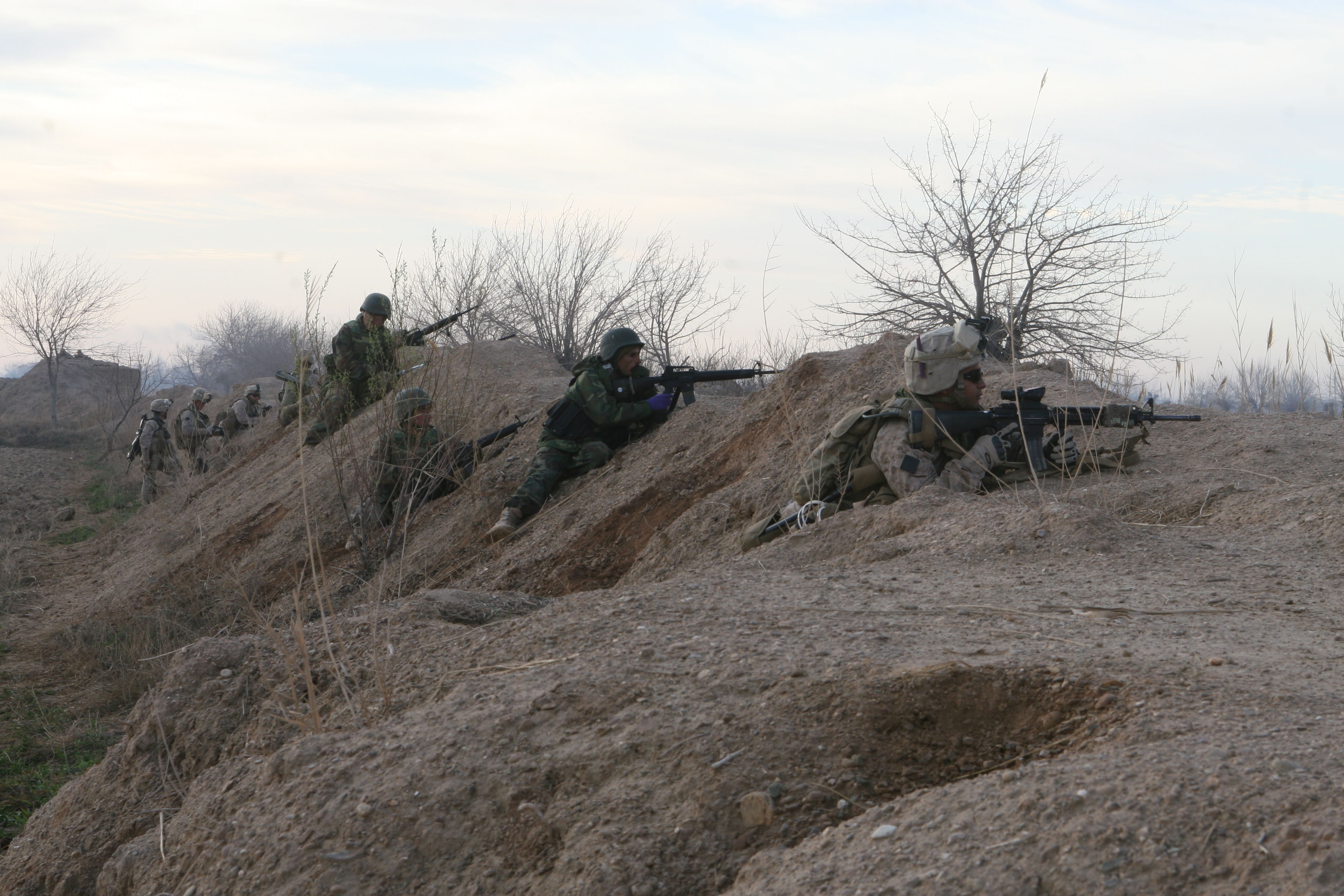
Soldados afegãos e americanos lutando no Afeganistão.

Karzai visitou os Estados Unidos em janeiro de 2012. Naquela altura, os americanos já estavam abertamente falando em retirar todas as suas tropas do Afeganistão ao fim de 2014. Em 11 de janeiro, Karzai e Obama concordaram em transferir as operações de combate da OTAN para as forças afegãs na primavera de 2013. O presidente Obama disse na entrevista: "O que vai acontecer nesta primavera é que os afegãos estarão na liderança do país. […] Eles (as forças da ISAF) continuarão lutando ao lado dos afegãos. […] Nós os assistiremos com ajuda, treinamento e aconselhamento". "Nós temos que atingir nosso objetivo principal. […] de incapacitar e desmantelar a Al-Qaeda, para termos certeza de que eles não nos atacaram de novo", Obama completou.

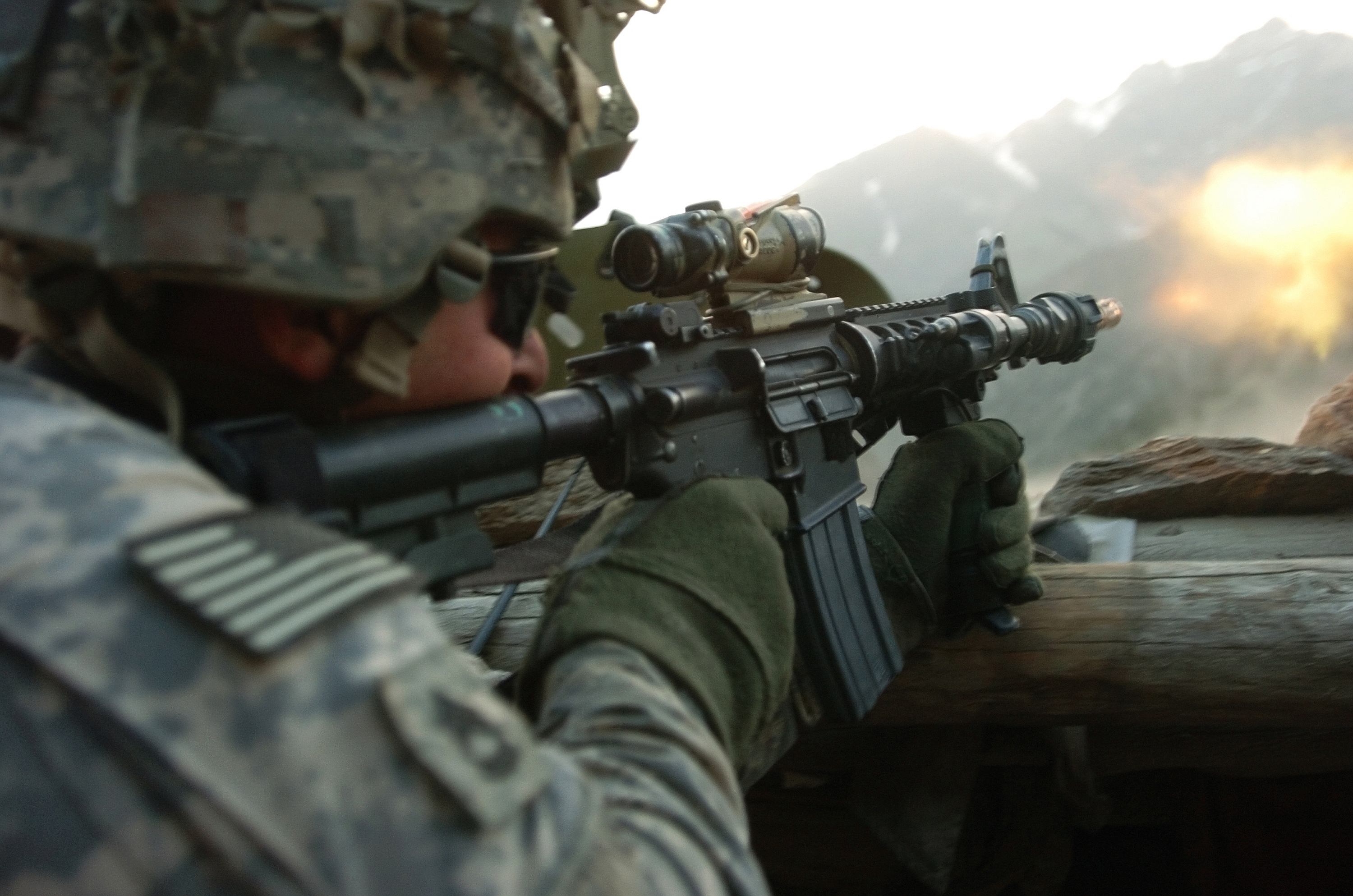
Um soldado americano da 10.ª divisão de montanha na província de Nuristan.

O presidente Obama afirmou que o ritmo da retirada dos soldados americanos seria determinado pelos líderes militares do Pentágono. Ele afirmou que a função dos Estados Unidos na região após 2014 seria focada em operações de contraterrorismo e treinamento. Barack também salientou que a presença militar americana no país precisaria incluir imunidade para os soldados estadunidenses com relação a lei afegã, mas Karzai relutava.
Um dos primeiros passos para a transição seria a transferência de prisioneiros, dos cuidados dos americanos para as autoridades afegãs, além da completa retirada dos soldados dos Estados Unidos dos vilarejos pelo país ainda em 2013.

#### Transferência da responsabilidade de segurança
Em 18 de junho de 2013, a transferência de responsabilidade da segurança do país foi completada. A última etapa seria a retirada da presença militar estrangeira de 95 distritos remanescentes. Karzai afirmou que "quando os afegãos veem a responsabilidade da segurança sendo transferido, eles apoiaram o exército e a polícia ainda mais". O secretário-geral da OTAN, Fogh Rasmussen, disse que os cinco estágios estabelecidos para a transferência de responsabilidade começaria em março de 2011. A ISAF permaneceria no país até 2014.

#### Acordos de segurança bilaterais entre Estados Unidos e Afeganistão
Como parte do acordo firmado entre autoridades americanas e afegãs em 2012, os dois países firmaram um novo acordo de segurança, em 20 de novembro de 2013. Neste entendimento foi acertado que os conselheiros militares americanos permaneceriam no país, junto com as tropas especiais, para auxiliar as forças afegãs, em ações antiterrorismo contra a Al-Qaeda e outros grupos insurgentes. Presidente Obama afirmou que a quantidade de soldados seria pequena.

### 2014–2020: Início da retirada das forças internacionais e reincidência da violência

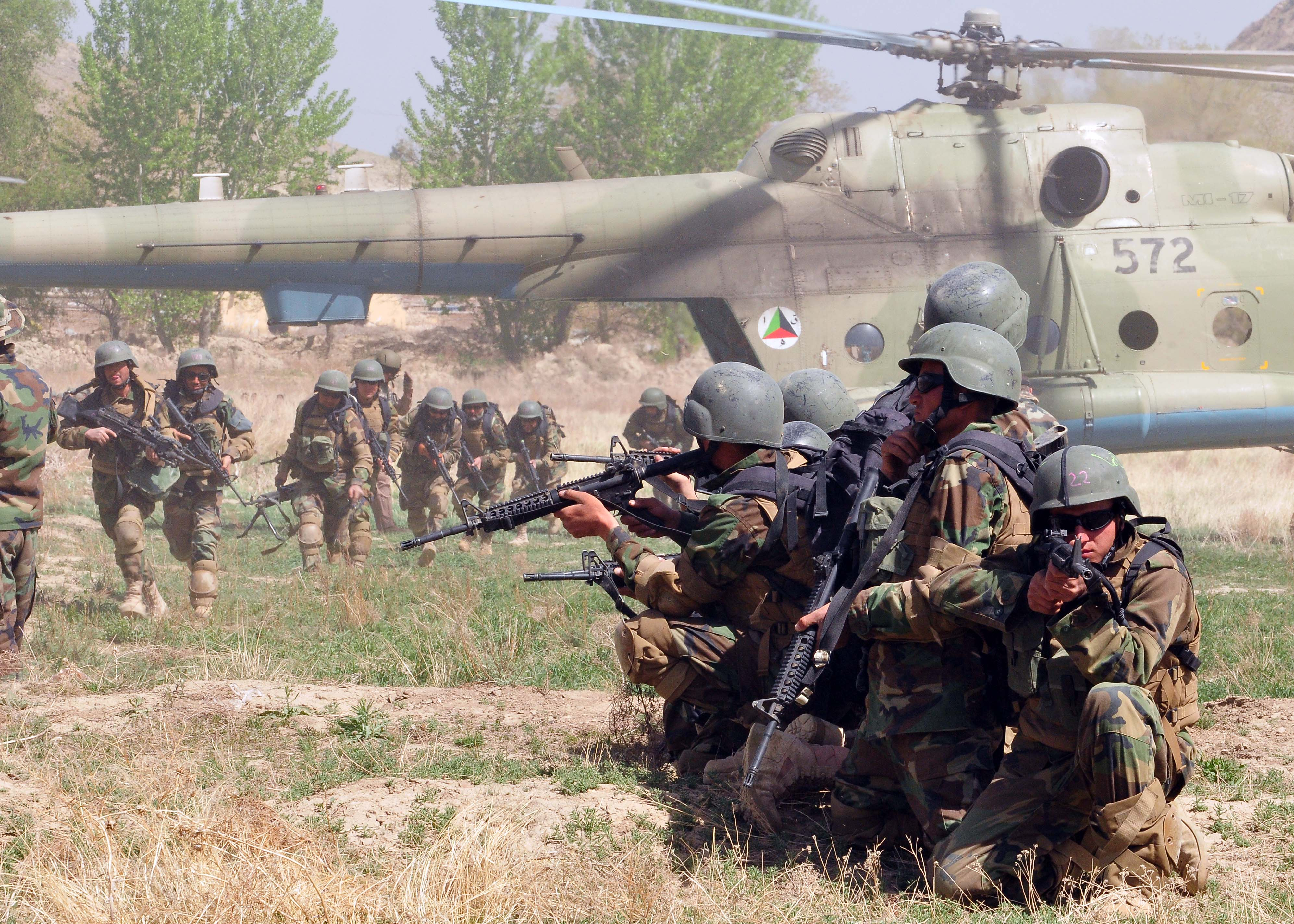
Militares do Exército Nacional do Afeganistão durante um exercício de treinamento.

O começo do ano de 2014 foi complicado para o governo afegão, com os combates contra os guerrilheiros mujahidins e os atentados se intensificando. Ainda assim, o presidente afegão Hamid Karzai começou a negociar um plano com os britânicos se retirarem do país, junto com os americanos.
Em 27 de maio de 2014, o presidente americano, Barack Obama, afirmou que as missões de combate das forças dos Estados Unidos no Afeganistão terminariam oficialmente em dezembro de 2014. Uma força residual de 9 800 soldados ficaria para atrás, para ajudar a treinar e dar suporte às tropas afegãs, além de realizar missões pontuais de contraterrorismo contra a Al-Qaeda. Esta força continuaria a ser gradualmente reduzida em tamanho entre 2015 e 2016, quando apenas uma pequena tropa ficaria para atrás para defender as embaixadas estrangeiras. Outras nações da OTAN também já estavam em processo de retirar seus militares do Afeganistão.
A 28 de dezembro de 2014 os Estados Unidos e a OTAN oficialmente encerraram suas operações militares no Afeganistão, depois de treze anos. De mais de 100 mil soldados no auge das operações, uma força de apenas 13 500 militares da OTAN ficaram para atrás em 2015 para ajudar e treinar o exército afegão, mas não participariam dos combates diretamente. Enquanto isso, a violência pelo país se intensificava, especialmente na região de fronteira com o Paquistão, com o Talibã e a Al-Qaeda aumentando suas atividades.

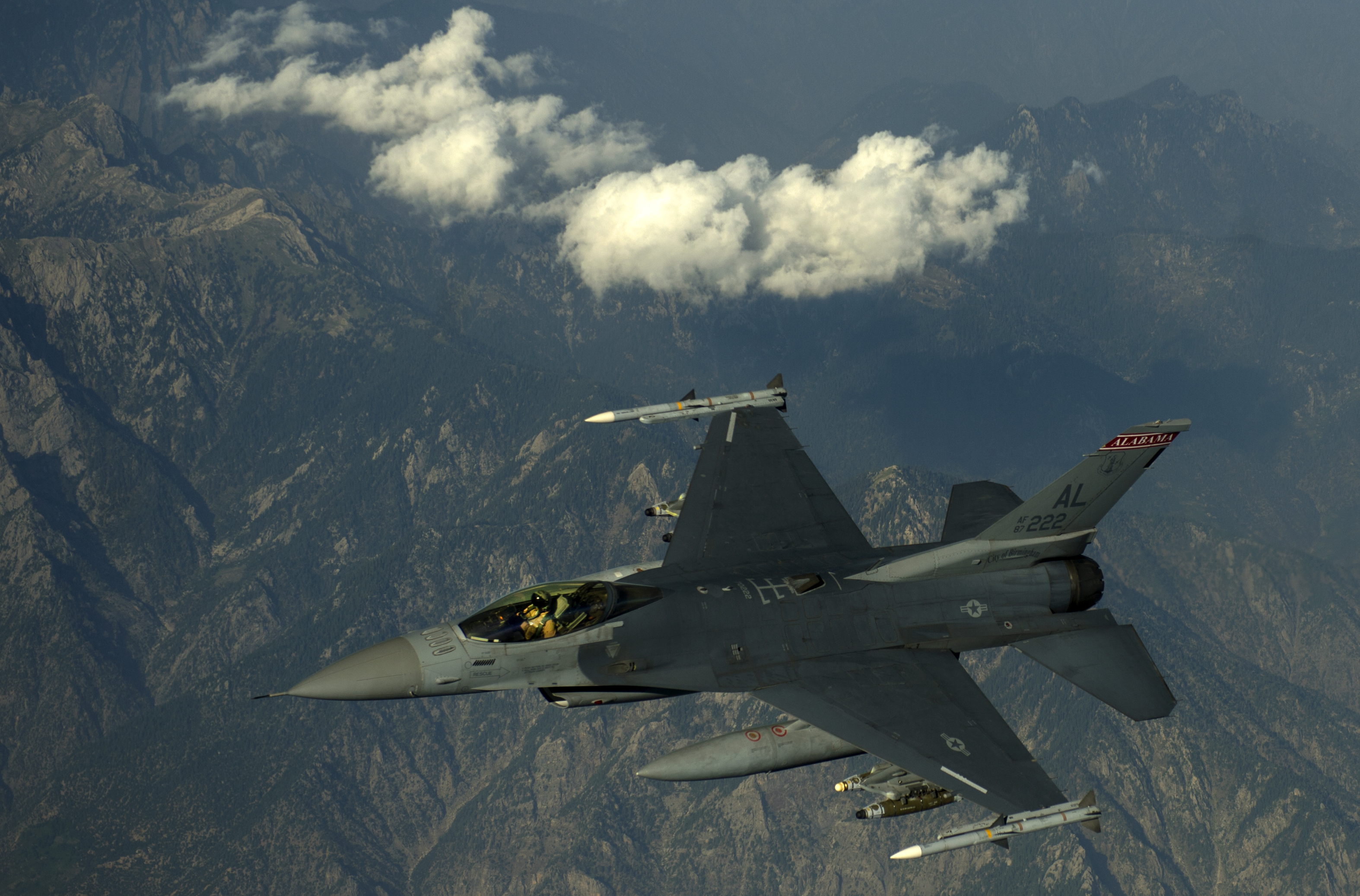
Um caça F-16 da Força Aérea dos Estados Unidos sobrevoando, em missão, o Afeganistão.

Embora tenha havido um fim formal das operações de combate, em parte devido à melhoria das relações entre os Estados Unidos e a presidência de Ghani, as forças estadunidenses aumentaram os ataques contra os "militantes islâmicos", justificados por uma interpretação ampla de proteger as forças americanas. Uma incursão conjunta por forças americanas e afegãs prendeu seis talibãs ligados ao ataque à escola do exército em Peshawar em 2014.
O Secretário de Defesa dos Estados Unidos Ash Carter viajou para o Afeganistão em fevereiro de 2015; durante um período em que foi discutido que os Estados Unidos iriam desacelerar a sua retirada do Afeganistão. Em fevereiro de 2015, os componentes do quartel-general da 7ª Divisão de Infantaria dos Estados Unidos começaram a ser implantados no Afeganistão. Estará acompanhado pela 2ª Brigada Equipe de Combate da 10ª Divisão de Montanha e a 101ª Brigada de Combate da Aviação. Em março de 2015, foi anunciado que os Estados Unidos irão manter quase dez mil militares no Afeganistão até pelo menos o final de 2015, uma mudança da redução programada. Ainda no final de maio de 2015, as forças dos Estados Unidos continuaram a realizar ataques aéreos e incursões de operações especiais, enquanto as forças afegãs estavam perdendo terreno para as forças talibãs em algumas regiões.

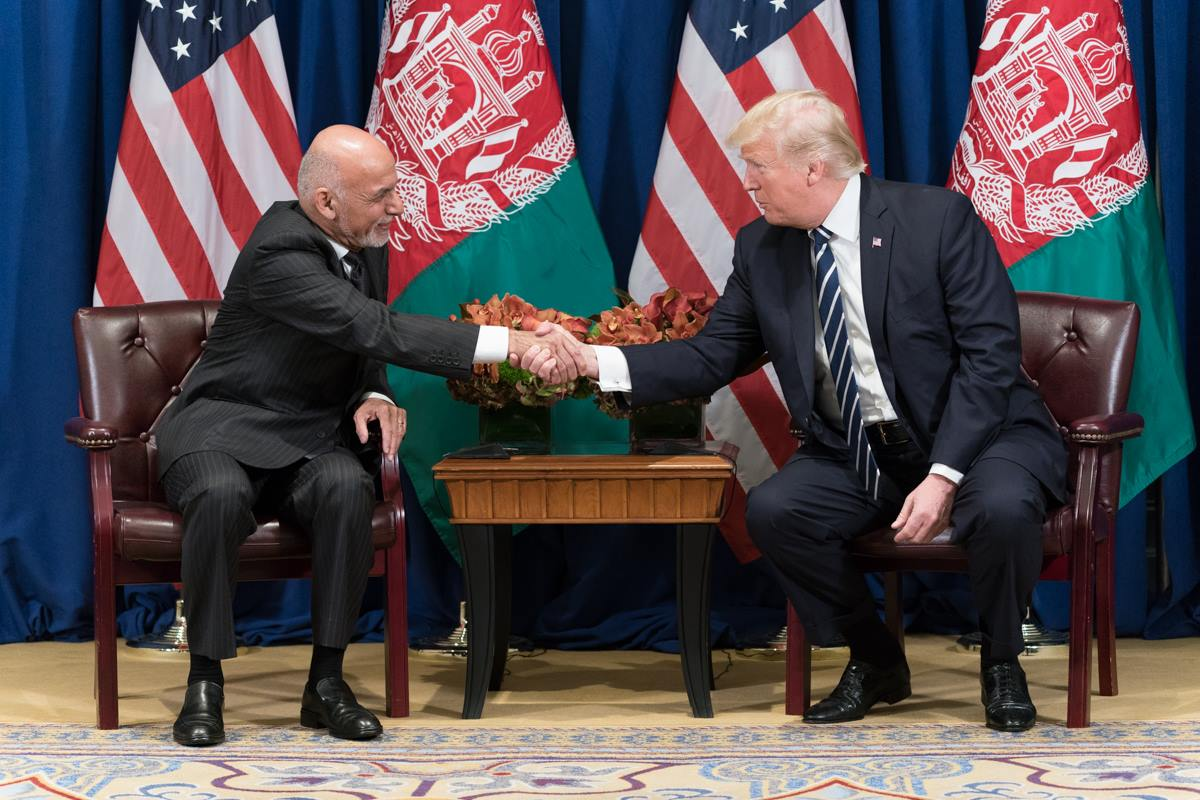
O presidente Donald Trump se encontrando com o líder afegão, Ashraf Ghani. Trump foi o terceiro presidente americano a lidar com o conflito no Afeganistão, iniciado em 2001.

Em abril de 2015, os talibãs começaram uma ofensiva na região norte do Afeganistão, tomando boa parte da estratégica cidade de Kunduz. Apoiado pelos americanos, o exército afegão contra-atacou e conseguiu reconquistar parte do território perdido mas os combates se intensificaram. A moral das forças afegãs, treinadas e armadas pelos Estados Unidos, estava baixa e o risco de o conflito voltar a intensidade de anos anteriores se tornou crescente. Em resposta a situação de segurança que se deteriorava rapidamente, Barack Obama anunciou que os Estados Unidos manteriam 5 500 soldados no Afeganistão, mesmo após 2016 (data que ele anteriormente havia estipulado para a retirada das tropas americanas do país).
Com a intensificação da violência perpetrada pelo Talibã e grupos aliados contra o governo afegão, os Estados Unidos mantiveram sua política de ataques com aeronaves não tripuladas (drones) contra alvos no Afeganistão e Paquistão, mirando a liderança e infraestrutura de grupos terroristas da região. Em maio de 2016, quando o líder do Talibã, Akhtar Mansoor, foi morto em um bombardeio americano, ele foi logo substituído pelo clérigo Hibatullah Akhundzada, um conhecido fundamentalista religioso.

A situação militar do Afeganistão, em 2019:
Regiões sob controle do Afeganistão e da OTAN
Regiões sob controle do Talibã, Al-Qaeda e seus aliados

A partir de 2016, o Talibã começou a recuperar suas forças e voltou a realizar ofensivas, tomando territórios nos distritos de Sangin e Marjah, na província de Helmande. O governo afegão, contando com menos apoio do Ocidente, teve dificuldades em reagir. Os islamitas continuaram a ter a iniciativa, tomando a cidade de Lashkar Ga e depois ocupando Bolan e Nawa. Frente a estes reveses, o Corpo de Fuzileiros Navais dos Estados Unidos enviou reforços para ajudar as tropas afegãs, porém, no começo de 2017, estimava-se que quase 80% de Helmande estava nas mãos dos talibãs. Os americanos ainda intensificaram suas missões de bombardeio aéreo pelo Afeganistão, matando muitos jiadistas mas também infligindo baixas na população civil. Em abril de 2017, o presidente Donald Trump autorizou o envio de 5 000 fuzileiros americanos adicionais ao território afegão para apoiar as contraofensivas do governo central do Afeganistão contra os talibãs. O ano de 2018 seguiu a tendência de 2017, com combates violentos entre simpatizantes do Talibã e o governo afegão. Embora os Estados Unidos tenham aumentado consideravelmente suas incursões aéreas no país, o número de mortes e atentados subiu acima do esperado para o ano, especialmente na região sul.
Outro ponto importante em 2018 foi a aproximação dos Estados Unidos com o alto-comando do Talibã, com ambos os lados impondo condições para que conversações de paz fossem adiante. Enquanto os militantes talibãs exigiam a retirada das tropas ocidentais do país como pré-requisito para um cessar-fogo, os Estados Unidos exigiam o desarmamento do grupo. Esta não foi a primeira vez que o governo americano (ou afegão) tentou negociar com o Talibã, numa tentativa de encerrar a guerra pela via política. As conversações, contudo, foram marcadas por empaques e controvérsias, enquanto a violência no Afeganistão, como um todo, não freava. Em setembro de 2019, o presidente Donald Trump encerrou as negociações com o Talibã. Em 2020, o Talibã permanecia como o principal grupo armado lutando contra o governo afegão e tropas estrangeiras, aumentando a intensidade dos seus atentados pelo país, controlando enormes porções de território.

#### Conversas de paz em 2020
Em dezembro de 2019, negociações foram retomadas entre a liderança política do Talibã e o governo americano. Essa rodada de conversas resultou num comprometimento de "redução da violência", similar a um cessar-fogo, que começou em 22 de fevereiro de 2020. Em 29 de fevereiro, representantes dos Estados Unidos e do Talibã firmaram um acordo de paz, assinado em Doha, no Qatar. Segundo o entendimento, em troca da redução das hostilidades e na gradual renúncia dos talibãs à violência, as tropas da OTAN iniciariam sua retirada do território afegão após quase vinte anos, a ser completada em quatorze meses. Contudo, o acordo não agradou todas as partes, com o governo afegão rejeitando a ideia de libertar prisioneiros do talibã sem conversações mais amplas.
A partir de março de 2020, o Talibã aumentou consideravelmente o número de ataques contra forças do governo afegão. Mesmo com essa nova escalada da violência, o presidente Trump afirmou que não voltaria atrás na sua decisão de retirar o exército dos Estados Unidos daquele país no ano seguinte. Em dezembro, o governo afegão abandonou 193 postos de controle na província de Kandahar, uma das regiões mais perigosas do país.

### 2021: A OTAN se retira e a queda de Cabul

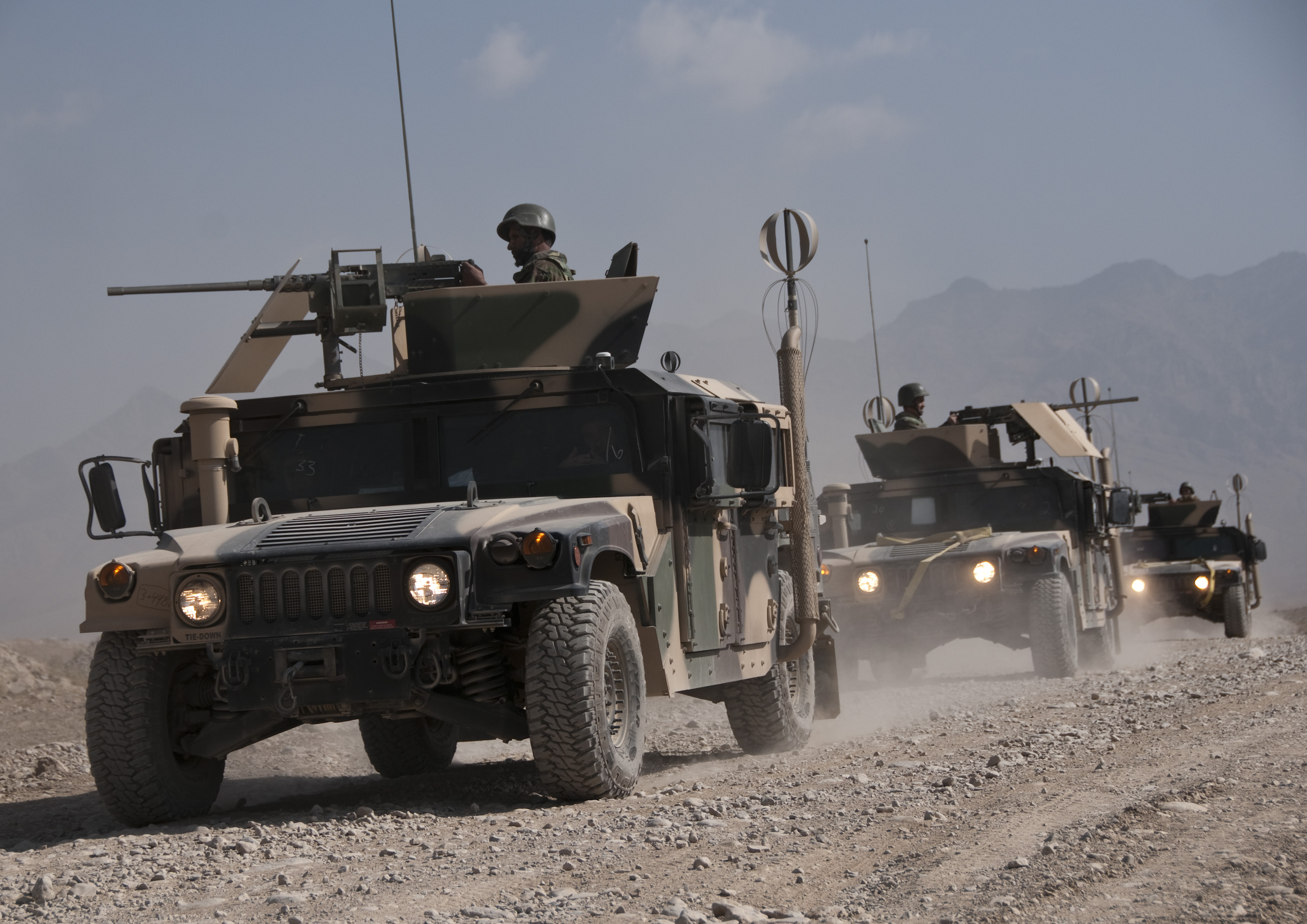
Tropas do exército afegão. Desde 2014, as forças armadas do país assumiram o papel principal na luta contra os Talibãs, com resultados não muito favoráveis.

Em janeiro de 2021, o número de soldados dos Estados Unidos no Afeganistão havia chegado a 2 500, marcando a menor presença militar americana nesse país desde 2001. Em fevereiro, de acordo com o jornal afegão Pajhwok Afghan News, o Talibã controlava pelo menos 52% do território do Afeganistão. Já um relatório da ONU, de maio, foi reportado que entre 50% e 70% do território afegão estava em disputa entre forças do Talibã e do governo central afegão.
O governo Trump havia, em meados de 2020, estabelecido uma data para a retirada das forças americanas, sendo 1 de maio de 2021. Contudo, em janeiro, cinco meses antes desta data, um novo governo assumiu nos Estados Unidos. O presidente Joe Biden inicialmente afirmou que a data estipulada por Trump não seria cumprida, por razões de segurança, mas que a guerra chegaria a um fim, de uma forma ou de outra. Em 13 de abril, uma fonte da Casa Branca afirmou que a nova data da retirada das tropas dos Estados Unidos do Afeganistão seria 11 de setembro, no aniversário de vinte anos dos atentados da Al-Qaeda em Nova Iorque e Virgínia, que lançou a Guerra ao Terror. Ao mesmo tempo, novas negociações entre o governo afegão e os Talibãs continuaram, com o presidente Ashraf Ghani exigindo que os islamitas abrissem mão da violência para que assim pudessem reentrar no processo político do país.
Em 29 de março, a Força de Defesa da Nova Zelândia retirou seus últimos militares do Afeganistão, encerrando o envolvimento neozelandês no conflito. Enquanto isso, Jens Stoltenberg, o Secretário-geral da OTAN, afirmou que a aliança iria, ao mesmo tempo dos Estados Unidos, igualmente remover suas forças do solo afegão. Em 13 de abril, no mesmo dia do anúncio do estabelecimento de uma data para a retirada americana, foi reportado que o Reino Unido também retiraria suas tropas do Afeganistão até o final do ano. Em 14 de abril, o presidente Biden confirmou, em discurso, que os militares americanos começariam a se retirar em 1 de maio, sendo completada em 11 de setembro, encerrando assim a guerra mais longa na história dos Estados Unidos. No dia seguinte, a Austrália também anunciou que estaria trazendo seus soldados de volta para casa.

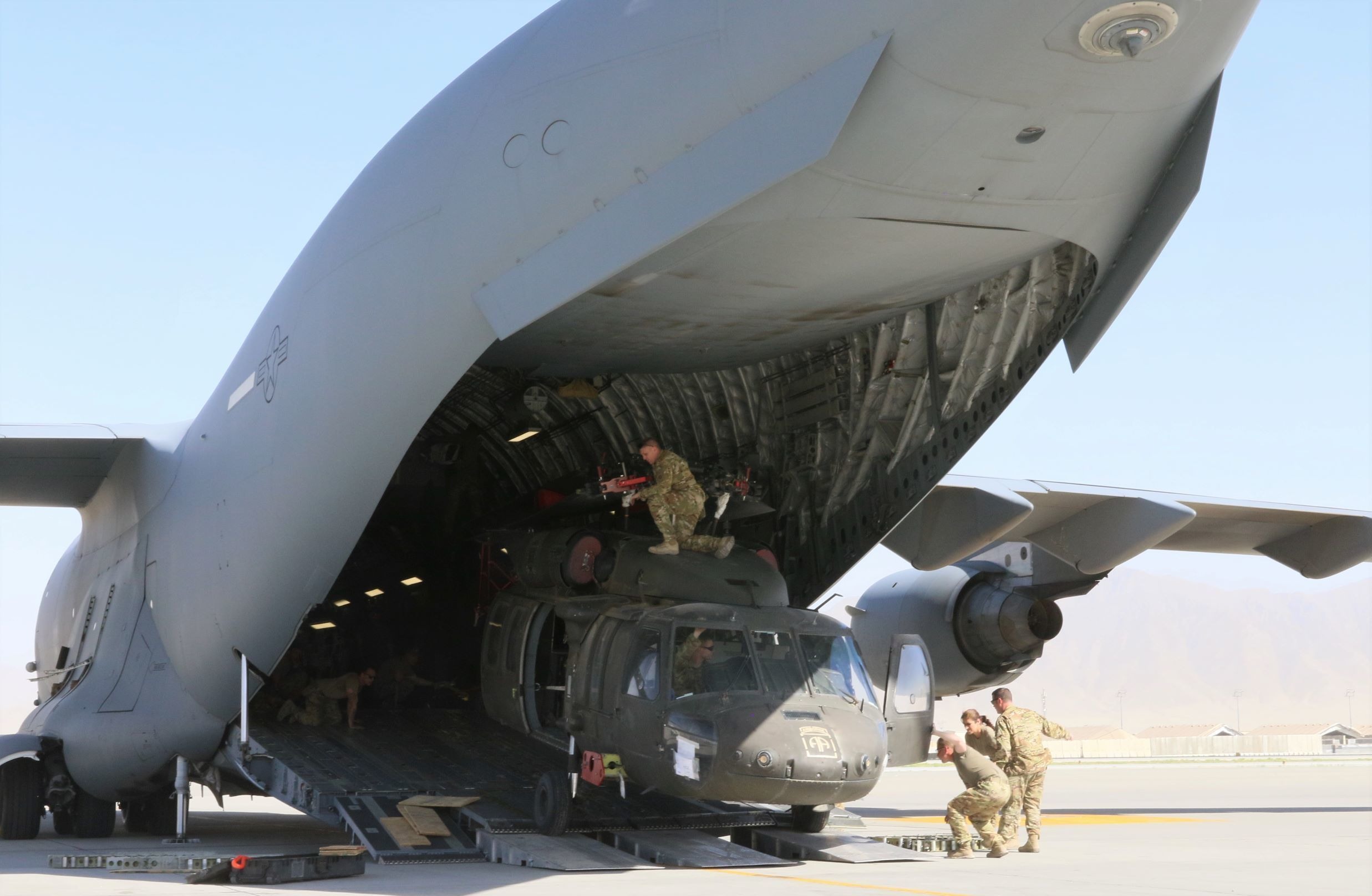
Um helicóptero UH-60L Blackhawk americano sendo evacuado da Base Aérea de Bagram.

No final de maio e começo de junho de 2021, após as nações da OTAN anunciarem sua retirada, o Talibã renovou suas ofensivas em todo o território afegão. Entre 4 e 5 de junho, o distrito de Du Ab (no centro da província do Nuristão) caiu nas mãos de militantes do Talibã após uma batalha de vinte dias. Enquanto isso, o número de atentados a bomba também havia crescido exponencialmente naquele ano. Segundo uma reportagem do The New York Times, entre 1 e 11 de junho, cerca de 327 soldados e policiais afegãos e 82 civis foram mortos por ações de militantes Talibãs. Em questão de poucas semanas, cerca de onze distritos haviam sido tomados pelos talibãs. Segundo observadores externos, naquela altura, a possibilidade do governo central afegão colapsar era alta. Controlando apenas um-terço do território do país, com um exército desmoralizado e uma administração cheia de corrupção e sob ataque dos fundamentalistas, analistas acreditavam que o Afeganistão estava próximo de uma nova guerra civil e sem o apoio militar direto do Ocidente era provável que os Talibãs pudessem recuperar o poder.
Até meados de agosto de 2021, o Talibã já controlava cerca de 65% do território afegão, tomando, em questão de dias, mais de vinte capitais de províncias do Afeganistão. A inabilidade do exército afegão de resistir e o ímpeto dos militantes talibãs chamou a atenção da comunidade internacional. Em 12 de agosto, as cidades de Herate e Candaar foram tomadas após curto cerco. Cerca de quarenta e oito horas depois, a estratégica cidade de Mazar-i-Sharif também caiu perante os islamitas. No dia 15 de agosto, forças do Talibã adentraram no perímetro da capital Cabul. As forças de segurança afegãs, assim como em outras grandes cidades, não esboçaram tanta resistência e milhares de soldados desertaram ou se renderam. No meio do caos, o presidente afegão Ashraf Ghani renunciou ao cargo, e o ministro do interior do país anunciou que conversas com o Talibã para uma "transferência pacífica de poder" estavam em andamento. No final deste dia, a cidade de Cabul foi retomada pelo Talibã e o grupo assim, para fins práticos, assumiu o controle do governo do Afeganistão; o presidente Ghani abandonou o país e partiu então para o exílio.

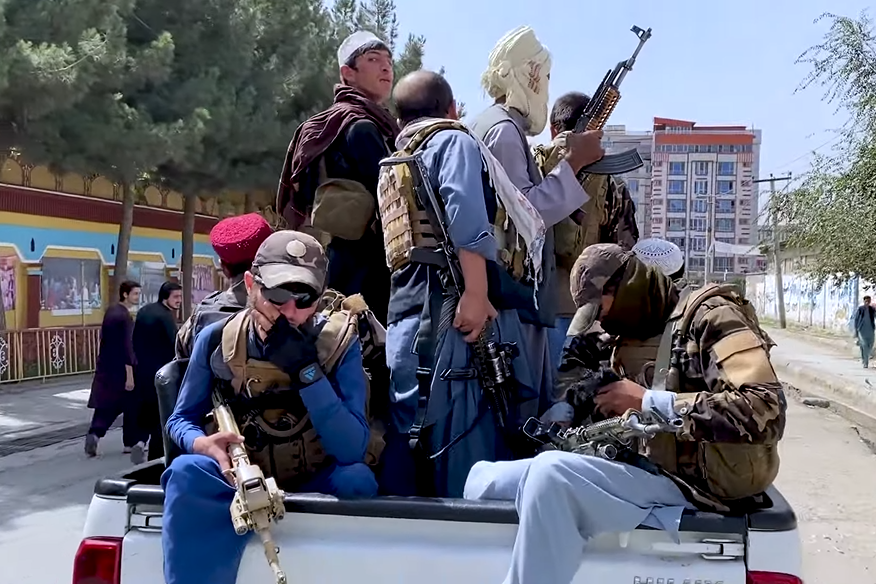
Militantes do Talibã em Cabul, em agosto de 2021.

Em 15 de agosto, com a capital afegã caindo nas mãos do Talibã, os Estados Unidos agiram rápido para tomar o Aeroporto Internacional de Cabul e garantir um corredor humanitário para evacuar civis afegãos e cidadãos estrangeiros. Para conseguir fazer isso, cerca de 6 000 soldados americanos retornaram ao Afeganistão para garantir o perímetro defensivo no aeroporto e auxiliar na evacuação. Sob o codinome de Operação Refúgio dos Aliados, mais de 120 mil civis afegãos e 12 mil americanos e britânicos foram retirados do país, em um espaço de duas semanas. A operação foi tensa e não correu sem percalços, com cerca de treze militares americanos e 169 afegãos sendo mortos num atentado a bomba perpetrado pelo grupo terrorista EI–K no décimo-primeiro dia de evacuação. Em 30 de agosto de 2021, o último avião de transporte dos Estados Unidos deixou o Afeganistão, encerrando assim vinte anos de operações militares americanas naquele país. Como consequência, o Talibã assumiu formalmente o controle de todo o território afegão, a exceção de um bolsão de resistência no Vale de Panjshir, declarando vitória sobre os Estados Unidos e seus aliados.

## Reações internacionais

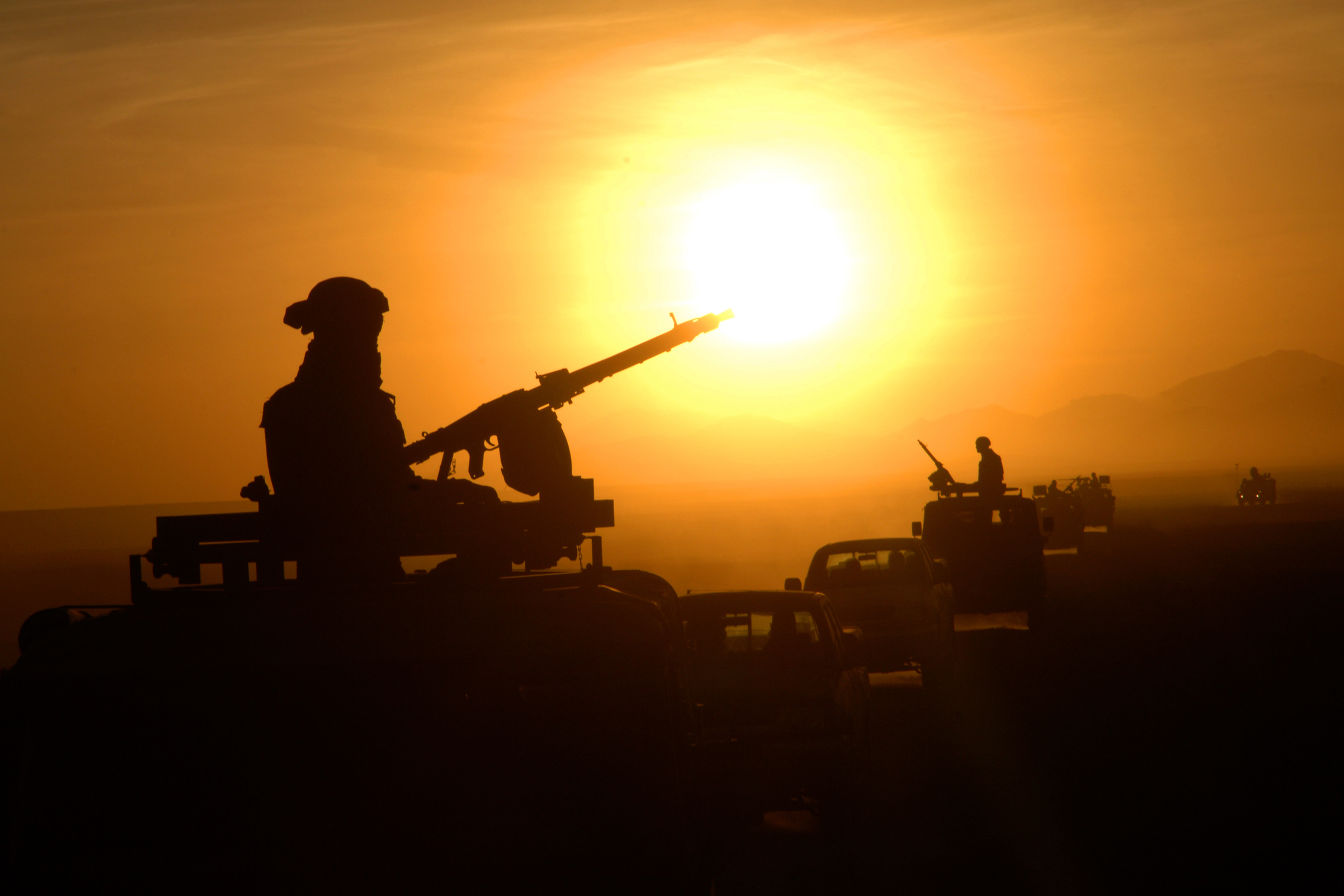
Militares italianos no Afeganistão.

### Apoio internacional
A primeira onda de ataques foi realizada apenas por forças americanas e britânicas. Desde o primeiro período de invasão, essas forças foram aumentadas por tropas e aviões de Austrália, Canadá, Dinamarca, França, Alemanha, Itália, Países Baixos, Nova Zelândia e Noruega, entre outros. Em 2006 havia cerca de 33 000 soldados. A partir de 2014, as tropas ocidentais começaram sua retirada do país e em 2017 somavam menos de 4 000 homens. Em abril de 2021, quando foi anunciada a retirada da aliança, havia pelo menos 9 600 militares não americanos da OTAN no Afeganistão, sendo o maior contingente formado por alemães.

### Protestos, manifestações e eventos

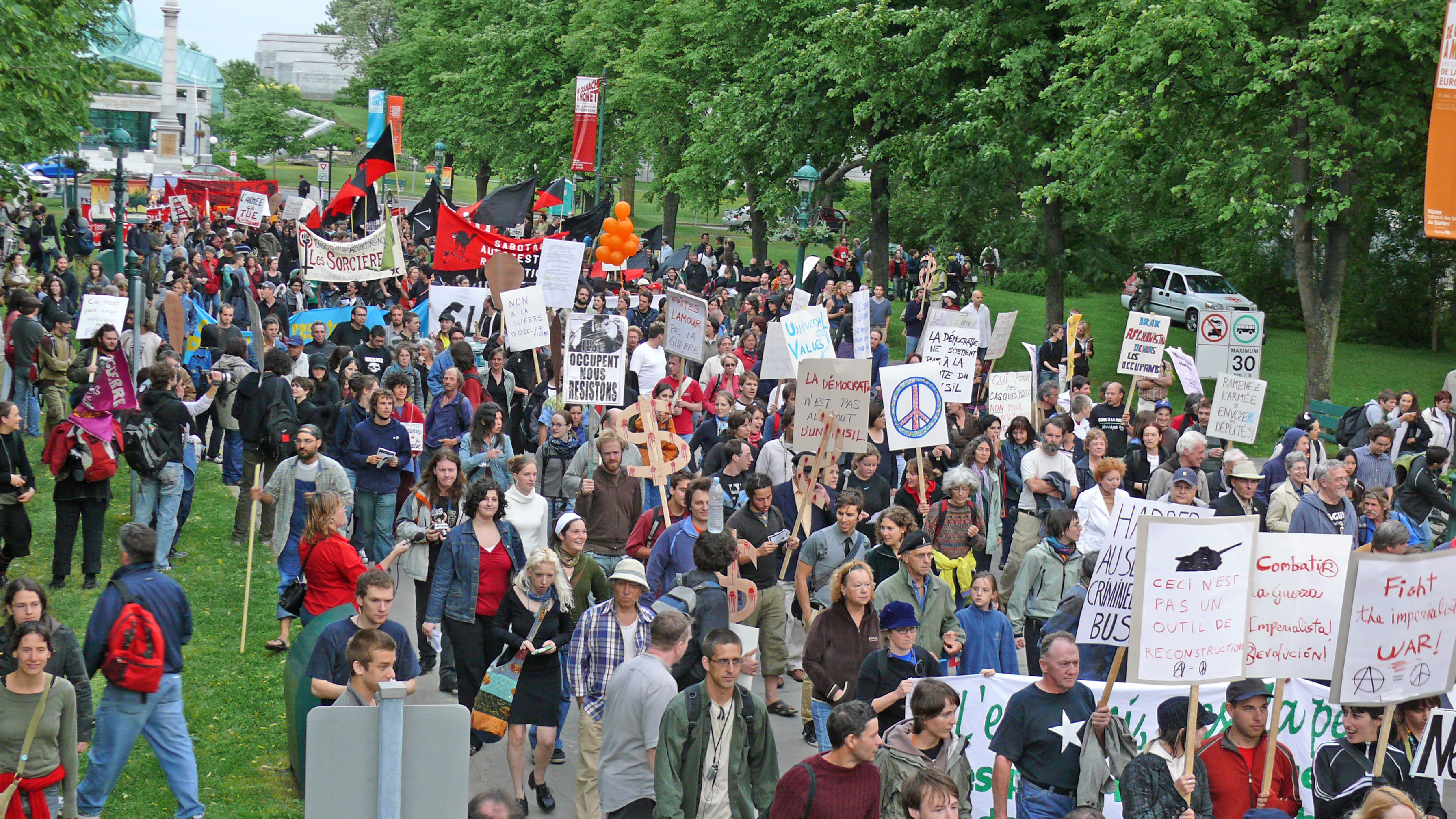
Uma manifestação na cidade de Quebec contra a presença de tropas canadenses no Afeganistão.

A guerra tem sido objeto de grandes protestos ao redor do mundo começando com as grandes manifestações nos dias que antecederam a invasão e todos os anos desde então. Muitos manifestantes consideram o bombardeio e invasão do Afeganistão como sendo uma agressão injustificada. As mortes de civis afegãos causadas direta ou indiretamente pelas campanhas de bombardeamento dos EUA e da OTAN é um grande foco central dos protestos. Em janeiro 2009, a Brave New Foundation lançou a Rethink Afghanistan, uma campanha nacional de soluções não violentas no Afeganistão construídas em torno de um documentário do diretor e ativista político Robert Greenwald. Dezenas de organizações tem planejados (e, eventualmente, mantido) uma marcha nacional pela paz em Washington, D.C., em 20 de março de 2010.

## Impacto na sociedade afegã

### Mortes de civis
Estimativas de baixas da guerra variam. De acordo com um relatório das Nações Unidas, os talibãs foram responsáveis por 76% das mortes de civis no Afeganistão em 2009. Um relatório das Nações Unidas em junho de 2011 declarou que 2 777 civis foram conhecidos por terem sido mortos em 2010 (insurgentes responsáveis por 75%). Um relatório de julho de 2011 da ONU afirmou que "1 462 não combatentes morreram" nos primeiros seis meses de 2011 (insurgentes 80%).  Em 2011, um recorde de 3 021 civis foram mortos, o quinto aumento anual consecutivo. De acordo com um relatório das Nações Unidas, em 2013 houve 2 959 mortes de civis com 74% sendo atribuídas às forças antigovernamentais, 8% as forças de segurança afegãs, 3% as forças da ISAF, 10% a combates terrestres entre as forças antigovernamentais e forças pró-governamentais e 5% das mortes sem atribuição. Em torno de 60% dos afegãos têm experiência pessoal direta e a maioria dos outros relatam sofrerem uma série de dificuldades. Cerca de 96% foram afetados pessoalmente ou pelas consequências mais amplas.

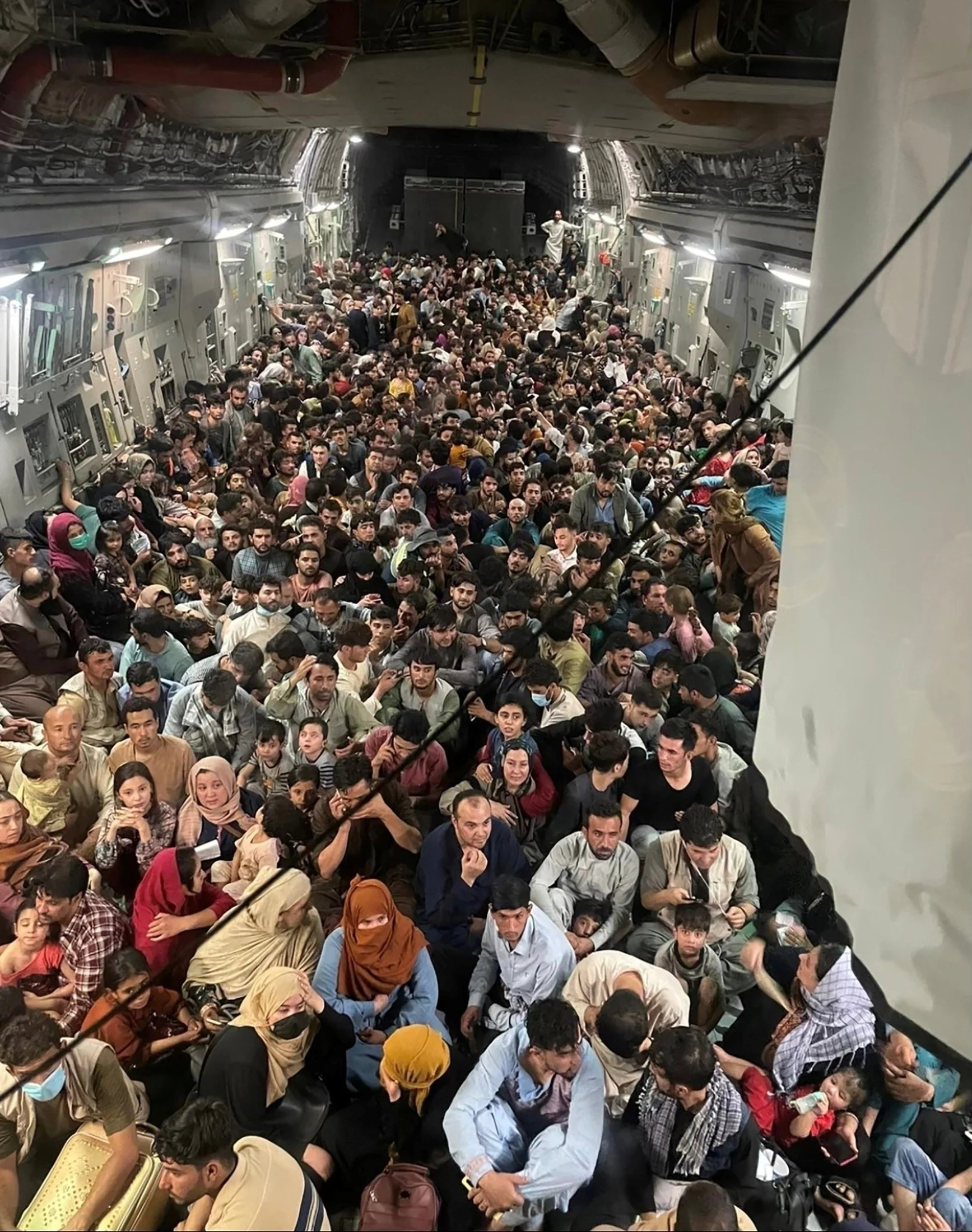
Um Boeing C-17 americano evacuando 823 passageiros afegãos após a Queda de Cabul.

Um relatório intitulado Body Count elaborado por Physicians for Social Responsibility, o Physicians for Global Survival e pelo Médicos Internacionais para a Prevenção da Guerra Nuclear concluiu que entre 106 000 e 170 000 civis foram mortos como resultado dos combates no Afeganistão nas mãos de todas as partes no conflito.
De acordo com Watson Institute for International and Public Affairs, 51 mil civis foram mortos como resultado da guerra no Afeganistão, com outros 24 mil morrendo no vizinho Paquistão como rescaldo da guerra. Cerca de 40% das baixas não militares eram mulheres e crianças.

### Refugiados
Desde 2001, mais de 5,7 milhões de antigos refugiados retornaram ao Afeganistão, mas outros 2,2 milhões permaneceram refugiados em 2013.  Em janeiro de 2013, a ONU estima que 547 550 fossem deslocados internos, um aumento de 25% em relação aos 447 547 deslocados internos estimados para janeiro de 2012.
Em 2021, o Afeganistão era o terceiro país com mais refugiados, atrás de Síria e Venezuela.

### Narcotráfico

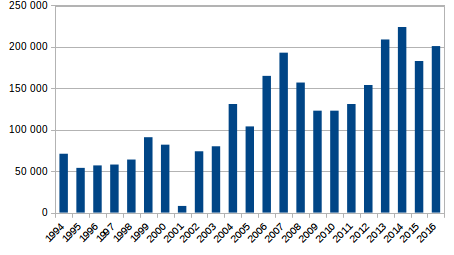
Hectares de cultivo de papoula entre 1994-2007 (tabela com base em dados da ONU). Em janeiro de 2008, foi estimado que o Afeganistão produziu 93% da produção mundial de papoula do ópio.

Em 2000, o Talibã, tinha imposto a proibição da produção de ópio, o que levou a reduções de 90%. No entanto, logo após a invasão do Afeganistão em 2001, a produção aumentou consideravelmente. Em 2005, o Afeganistão tinha recuperado a sua posição como o maior produtor mundial de ópio, com 90% da produção mundial, a maior parte sendo transformada em heroína e vendida na Europa e na Rússia. Em 2009, a BBC informou que "constatações da ONU dizem que um valor de mercado do ópio de $65bn (£39bn) financia o terrorismo global, atende a 15 milhões de viciados, e mata 100 mil pessoas todos os anos”.
Os esforços dos Estados Unidos e aliados para barrar o comércio de drogas não têm obtido êxito sobretudo porque muitos indivíduos suspeitos são altos funcionários do governo Karzai. De fato, as recentes estimativas do Escritório das Nações Unidas sobre Drogas e Crime mostram que 52% do PIB do Afeganistão, que é de 23 bilhões de dólares, é gerado pelo comércio da droga. O aumento da produção tem sido associado à deterioração da situação de segurança, uma vez que a produção é significativamente menor em áreas com segurança estável. Parar alguns, o extermínio dos cultivos de papoula não é visto como uma opção viável porque a venda de papoulas constitui o modo de subsistência dos produtores rurais do Afeganistão. Cerca de 3,3 milhões de afegãos estão envolvidos na produção de ópio. O ópio é mais rentável do que o trigo e a destruição de campos de ópio poderia levar ao descontentamento ou agitação entre a população indigente.

## Custos
O custo da guerra supostamente foi um fator importante para que os oficiais norte-americanos considerassem retirar tropas em 2011. Um relatório de março de 2011 da Congressional Research Service observou que, (i) após o anúncio de escalada no Afeganistão em 2009, os gastos do Departamento de Defesa para o Afeganistão aumentaram em 50%, passando de $ 4,4 bilhões para $ 6,7 bilhões por mês. Durante esse tempo, as tropas aumentaram de 44 000 para 84 000, e era esperado que estivesse em 102 000 para o ano fiscal de 2011; (ii) o custo total desde o início até o ano fiscal de 2011 era esperado para ser $ 468 bilhões. A estimativa para o custo de implantação de um soldado dos Estados Unidos no Afeganistão é mais de US$ 1 milhão por ano.
Até 2021, um estudo feito pela Universidade Brown estimou que o custo total da Guerra no Afeganistão para os Estados Unidos girava em torno de US$ 2,261 trilhões de dólares, dos quais US$ 530 bilhões foram gastos em pagamentos de juros e US$ 296 bilhões foi designado para custear cuidados de veteranos.

## Problemas de estabilidade

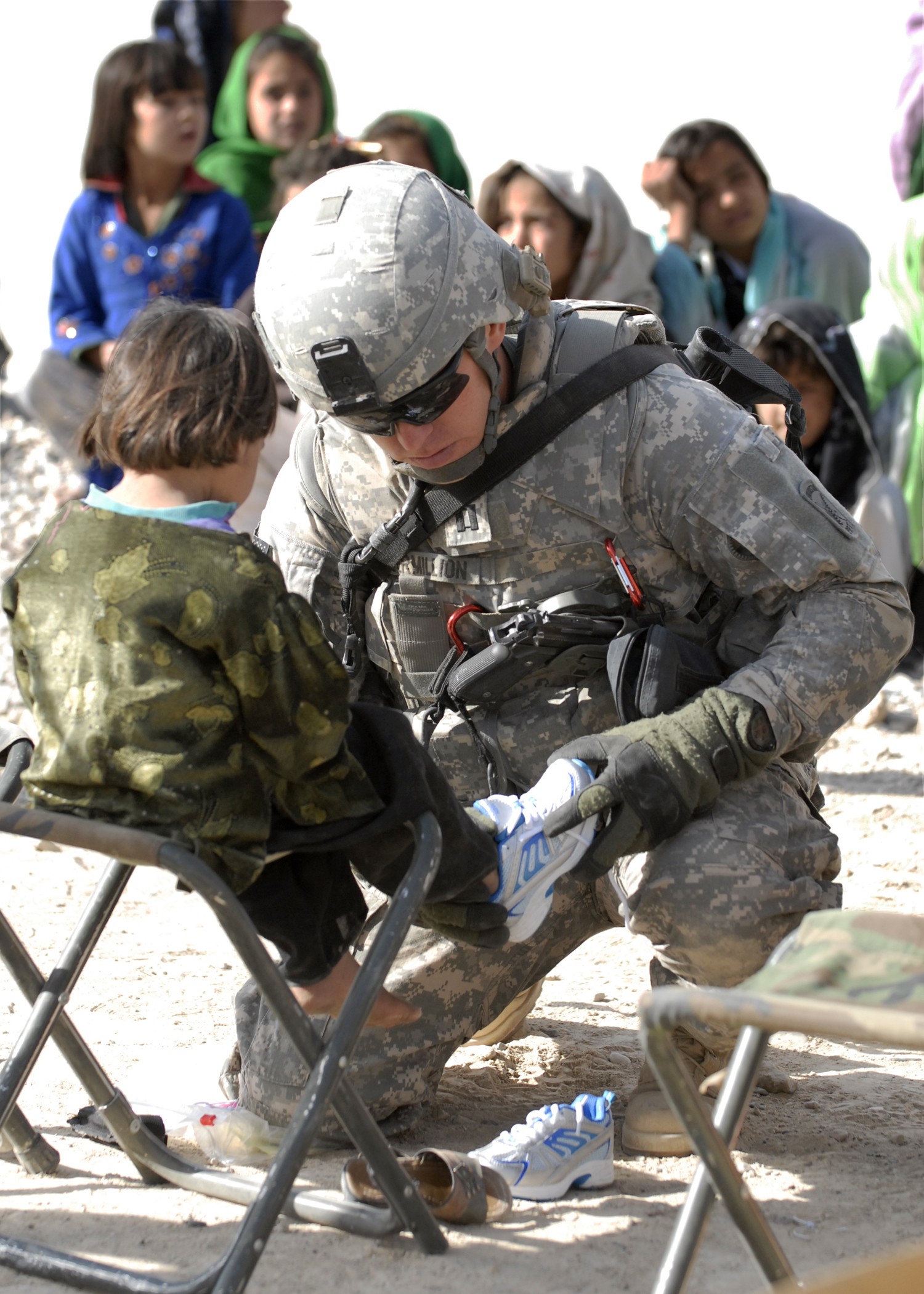
Um soldado coloca sapatos para crianças afegãs na província de Zabul.

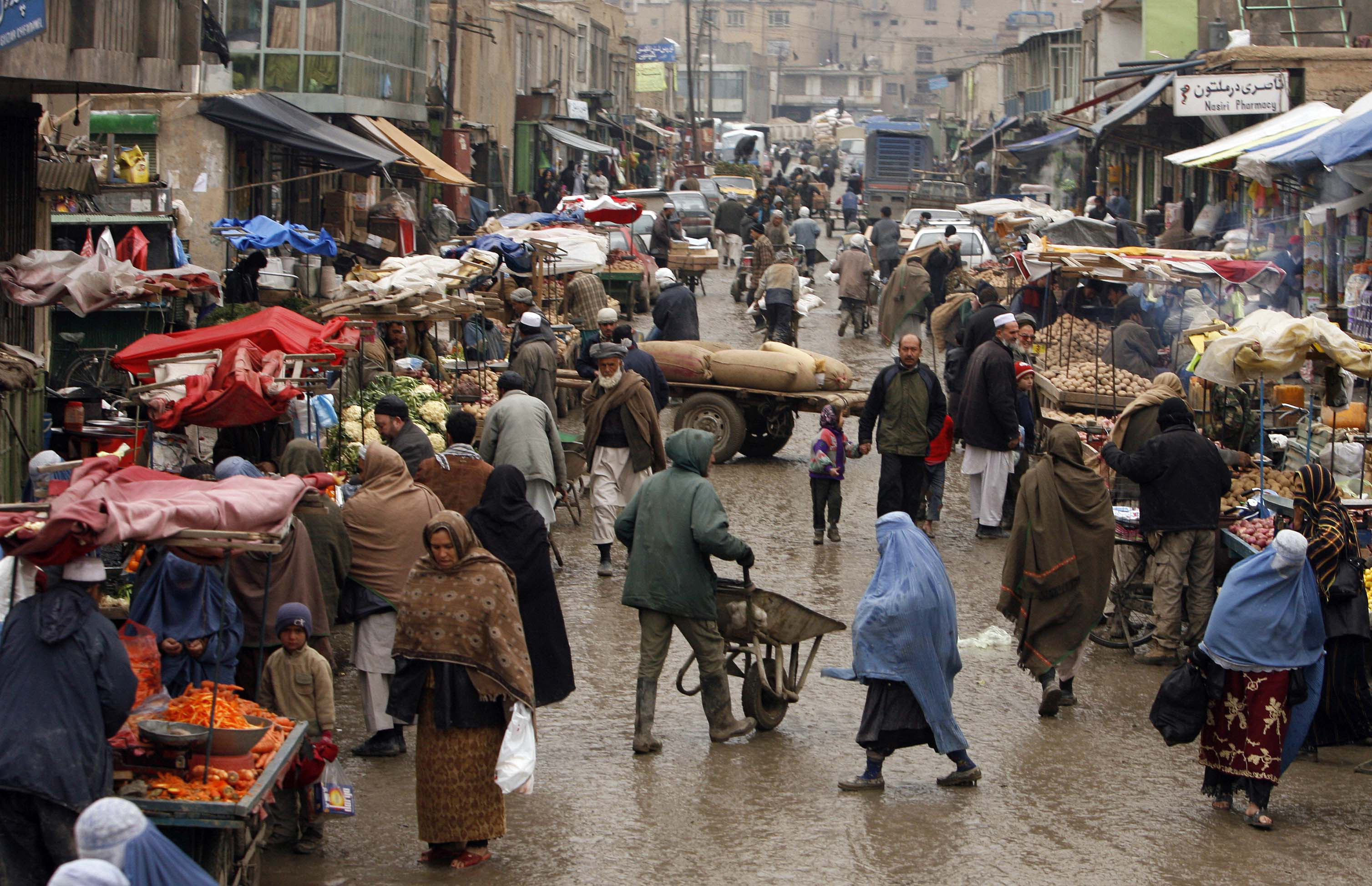
Um mercado afegão repleto com vendedores e compradores em 4 de fevereiro de 2009.

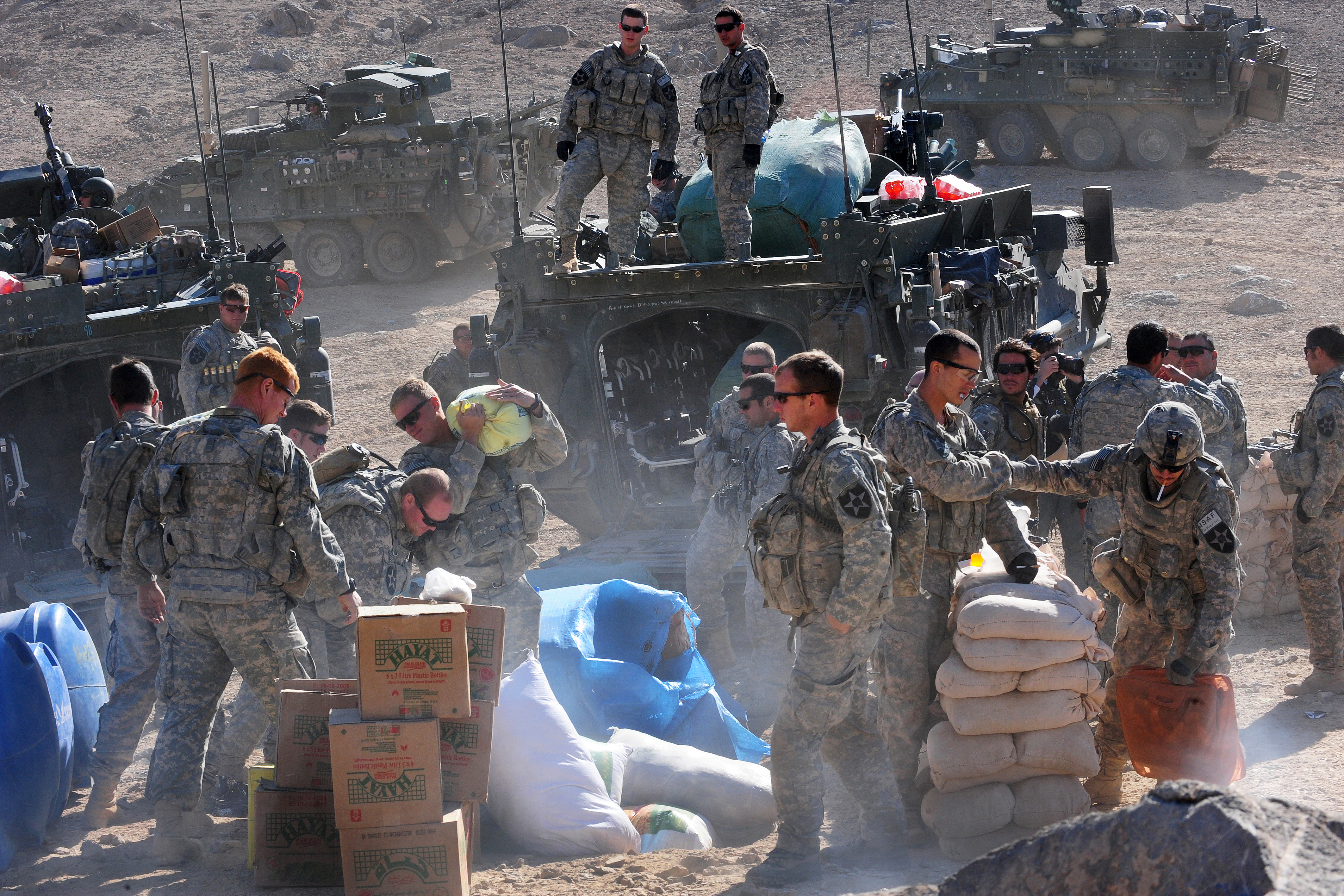
Soldados do exército dos Estados Unidos descarregam ajuda humanitária para distribuição à cidade de Rajan Kala, 5 de dezembro de 2009.

Em uma entrevista de 2008, o então chefe do Comando Central dos Estados Unidos general David H. Petraeus, insistiu em que os talibãs estavam ganhando força. Ele citou um recente aumento dos ataques no Afeganistão e no vizinho Paquistão. Petraeus insistiu que os problemas no Afeganistão eram mais complicados do que as que ele havia enfrentado no Iraque durante sua visita e exigiu a remoção de santuários e fortalezas difundidas.
Os observadores têm argumentado que a missão no Afeganistão é dificultada pela falta de acordo sobre os objetivos, falta de recursos, falta de coordenação, muito foco sobre o governo central em detrimento dos governos locais e provinciais, e muito foco sobre o país ao invés da região.
Em 2009, o Afeganistão moveu três lugares no índice anual de corrupção da Transparência Internacional, tornando-se o segundo país mais corrupto do mundo à frente da Somália. No mesmo mês, Malalai Joya, uma ex- membro do Parlamento afegão, e autora de "Raising My Voice", expressou oposição a uma expansão da presença militar dos Estados Unidos e suas preocupações sobre o futuro. "Há oito anos, os EUA e a OTAN - sob a bandeira dos direitos das mulheres, direitos humanos e democracia - ocuparam meu país e nos empurraram da frigideira para o fogo. Oito anos são o bastante para saber melhor sobre o sistema corrupto e mafioso do presidente Hamid Karzai. Meu povo está esmagado entre dois inimigos poderosos. A partir do céu, as forças de ocupação bombardeiam e matam civis… e no chão, o Talibã e os senhores da guerra continuam seus crimes. É melhor que eles saiam do meu país; meu povo está tão farto. Ocupação nunca vai trazer libertação, e é impossível trazer a democracia pela guerra."
O Paquistão desempenha um papel central no conflito. Um relatório de 2010 publicado pela London School of Economics afirma que o ISI do Paquistão tem uma "política oficial" de apoio ao Talibã. "O Paquistão parece estar a desempenhar um jogo duplo de magnitude surpreendente", afirma o relatório. Amrullah Saleh, ex-diretor do serviço de inteligência do Afeganistão, declarou: "Nós falamos sobre todas esses proxies [talibãs, Haqqani], mas não do mestre de proxies, que é o exército do Paquistão. A questão é o que o exército do Paquistão deseja alcançar …? eles querem ganhar influência na região" Sobre a presença de tropas estrangeiras no Afeganistão, afirmou: "[eles] lutam pelo interesse nacional dos EUA, mas … sem eles nós enfrentaremos massacre e desastres e Deus sabe que tipo de futuro o Afeganistão terá".

## Violações dos direitos humanos
O Afeganistão tem sido palco de extensas violações dos direitos humanos ao longo dos últimos vinte anos. A subsequente guerra civil aumentou  os casos de abusos por parte das facções armadas em luta pelo poder. Os Talibã, que subiram ao poder em 1998 e governaram o Afeganistão por cinco anos, até os ataques dos EUA em 2001, foram notórios por abusos contra os direitos humanos das mulheres. Antigos chefes militares e políticos afegãos foram responsáveis por inúmeras violações dos direitos humanos em 2003, incluindo sequestros, estupros, roubo e extorsão.
As consequências da invasão liderada pelos Estados Unidos, o ressurgimento das forças talibãs, o recorde na produção de drogas e o rearmamento dos senhores da guerra afetaram o bem-estar e os direitos de centenas de milhares de cidadãos inocentes afegãos, segundo a Human Rights Watch. A situação dos direitos humanos é difícil nas prisões e sobretudo para as mulheres. O aumento do poder dos Talibã levou a um aumento das violações dos direitos humanos contra as mulheres, de acordo com o Departamento de Estado americano. A Anistia Internacional afirmou que até 756 civis foram mortos por bombas em 2006, principalmente em estradas por atacantes suicidas pertencentes ao Talibã. Mas as ações da coligação de forças lideradas pelos EUA, em luta contra os talibãs, também são criticadas em razão do grande número de vítimas civis. Houve várias denúncias de violações.

### Casos de abusos cometidos
A Aliança do Norte,  aliada dos Estados Unidos, tem sido acusada de crimes cometidos em novembro de 2001, contra os prisioneiros talibãs e da Al-Qaeda. O governo norte-americano é acusado de querer encobrir o caso, de modo a não perturbar os seus aliados afegãos e para preservar alguns dos seus membros suspeitos de terem sido testemunhas oculares dos acontecimentos. O caso foi revelado pelo periódico Newsweek após a publicação de um memorando confidencial para a ONU. Segundo a nota, os itens encontrados "suficientes para justificar uma investigação criminal formal." Este infelizmente não é o único caso detectado durante o decorrer desta guerra, desde 1978. Em 1997 e 1998, tais cenas tinham sido cometidos pelos talibãs e os seus opositores. As cidades de Meimana e Herate, entre outros também foram palco execuções em massa cometidas pelos talibãs durante este período, enquanto em 1998 a cidade de Shebarghan viu os seus adversários usar o mesmo método.
O massacre de Dasht-i-Leili provavelmente aconteceu em dezembro de 2001, quando um número (discutido entre 250 e 3 000) de prisioneiros talibãs foram abatidos a tiro ou sufocados até a morte dentro de contentores de metal, em carros transportados por soldados americanos e da Aliança do Norte, que iam de Kunduz para a prisão de Sheberghan, no norte. Estas alegações são contestadas pelo jornalista Robert Young Pelton, que estava presente no evento. Há boatos de que a Coalizão tem torturado prisioneiros durante os interrogatórios.[carece de fontes?] Muitas queixas se referem à prisão ao Camp X-Ray em Guantánamo em Cuba.
Em 2004, a organização Human Rights Watch publicou um relatório intitulado "Liberdade Duradoura - Abusos das forças dos EUA no Afeganistão", que contém várias alegações de abusos por parte  forças americanas.
Em fevereiro de 2005, o "American Civil Liberies União” liberou documentos obtidos dos EUA, mostrou que, após o escândalo da Prisão de Abu Ghraib, o exército tinha destruído fotografias que documentavam abusos contra prisioneiros sob sua custódia no Afeganistão. As fotografias foram feitas no campo de fogo Tycze e em torno das aldeias de Gujay e Sukhagen.

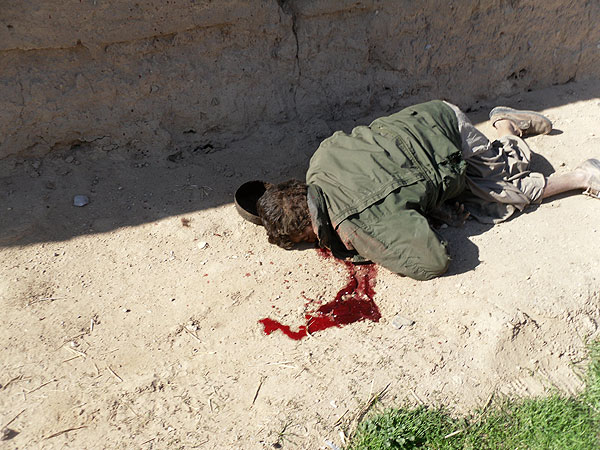
Um jovem garoto afegão assassinado por militares americanos em Candaar. Cinco soldados dos Estados Unidos foram processados após uma série de execuções de civis afegãos, entre janeiro e maio de 2010.

No dia 22 de agosto de 2008, a aldeia de Azizabad, na província de Herate, sofreu um ataque aéreo das forças da OTAN. 78 a 92 civis, em sua maioria crianças, foram mortos. O ataque também destruiu casas e a infraestrutura da aldeia. O alvo teria sido um comandante Talibã, que afinal não foi atingido. Posteriormente um aldeão foi responsabilizado pela tragédia e condenado à morte, sob a acusação de ter dado uma informação falsa às forças da coalizão.
Em julho de 2010, o site Wikileaks divulgou 92 mil documentos secretos do exército dos Estados Unidos, reportando a morte de milhares de civis no Afeganistão, por militares norte-americanos. O vazamento teve enorme repercussão mundial. Wikileaks repassou as informações para The New York Times,  The Guardian e Der Spiegel, e depois publicou-os  na Internet. Os relatórios abrangem o período de janeiro de 2004 a dezembro de 2009. O porta-voz da Wikileaks, Julian Assange, defendeu a confiabilidade do material vazado sobre o conflito e disse que os documentos contêm evidências de que crimes de guerra foram cometidos por tropas de diversas nacionalidades, em especial pelas forças estadunidenses, durante a ocupação militar do Afeganistão.
Em 19 de setembro de 2010, um novo escândalo implicou soldados americanos. O Washington Post divulgou que cinco soldados da brigada Stryker da 2ª Divisão de Infantaria são acusados de cometerem assassinatos gratuitos e dois outros, por fatos correlatos, que teriam ocorrido a partir de 15 de janeiro de 2010, na região de Candaar. As acusações do jornal envolvem também o esquartejamento de cadáveres. Os soldados teriam também fotografado os corpos mutilados, e alguns teriam guardado ossos e crânios das vítimas. Um dos soldados da mesma unidade que tentou alertar a hierarquia foi violentamente espancado. O pai de um dos soldados também teria relatado o ocorrido ao exército americano, sem ter resposta. Os cinco soldados negam todas a acusações.

### A controvérsia sobre a tortura  em Guantánamo
Em março de 2002, altos funcionários da CIA autorizaram duras técnicas de interrogatório. A administração Bush disse, dias após os atentados de 11 de setembro, que membros da Al-Qaeda capturados no campo de batalha não eram sujeitas à Convenção de Genebra, uma vez que não se tratava de uma guerra convencional. Portanto eles não teriam direito ao tratamento de prisioneiros de guerra, regido pela Terceira Convenção de Genebra, que contempla certos direitos básicos, que estariam sendo negados aos presos. Como Guantánamo, apesar de ser uma base norte-americana instalada em território de Cuba contra a vontade desse país, tecnicamente não é território dos Estados Unidos, arrasta-se na Corte Suprema dos Estados Unidos a discussão se os presos têm direito a advogado, a ver familiares e a serem submetidos a um julgamento justo, ou se podem ser sentenciados à morte por uma corte militar sem que a evidência utilizada seja submetida a um debate contraditório.